# Lịch sử Đài Loan
Không rõ về những cư dân đầu tiên đã định cư tại Đài Loan, nối tiếp họ là những người Nam Đảo (Austronesia). Hòn đảo bị người Hà Lan thuộc địa hóa vào thế kỷ thứ XVII, theo sau là một dòng người Hán nhập cư đến từ các nơi tại Phúc Kiến và Quảng Đông ở Trung Quốc đại lục. Người Tây Ban Nha cũng từng thiết lập nên một điểm định cư ở phía bắc hòn đảo trong một thời gian ngắn, song họ đã bị người Hà Lan trục xuất vào năm 1642. Tên tiếng Hán của hòn đảo, (臺灣, "Đài Loan"), có nguồn gốc từ một thuật ngữ thổ dân; trong quá khứ (từ thế kỷ XVI), hòn đảo được người phương Tây gọi là Formosa (từ tiếng Bồ Đào Nha Ilha Formosa, "Hòn đảo xinh đẹp").
Năm 1662, một nhân vật trung thành với nhà Minh (tức thế lực đã mất quyền kiểm soát Trung Quốc đại lục vào năm 1644) là Trịnh Thành Công đã đánh bại người Hà Lan và thiết lập một căn cứ cho các chiến dịch của mình trên hòn đảo. Nhà Thanh đã đánh bại quân của họ Trịnh vào năm 1683. Từ đó, các vùng đất tại Đài Loan dần dần hợp nhất vào Đại Thanh trước khi nó cùng với Bành Hồ bị nhượng cho Đế quốc Nhật Bản vào năm 1895 sau chiến tranh Thanh-Nhật. Đài Loan sản xuất lúa gạo và mía đường để xuất cảng sang chính quốc Nhật Bản và cũng đóng vai trò là một căn cứ cho hoạt động mở rộng thuộc địa của Nhật Bản ra Đông Nam Á và Thái Bình Dương trong Chiến tranh Thế giới thứ 2. Nền giáo dục của đế quốc Nhật Bản đã được áp dụng tại Đài Loan và nhiều người Đài Loan đã từng chiến đấu cho người Nhật trong chiến tranh.
Năm 1945, sau khi kết thúc Chiến tranh thế giới thứ 2, Trung Hoa Dân Quốc do Quốc Dân đảng đã trở thành chính thể quản lý Đài Loan. Năm 1949, khi để mất quyền kiểm soát đối với Trung Quốc đại lục sau Nội chiến Trung Quốc, chính quyền Trung Hoa Dân Quốc của Quốc Dân đảng đã rút đến Đài Loan và Tưởng Giới Thạch đã tuyên bố áp đặt thiết quân luật tại hòn đảo. Nhật Bản chính thức từ bỏ tất cả chủ quyền lãnh thổ tại Đài Loan vào năm 1952 trong Hiệp ước San Francisco. Quốc Dân đảng cai quản Đài Loan (cùng với Kim Môn, Ô Khâu và quần đảo Mã Tổ ở phía đối diện của eo biển Đài Loan) như một nhà nước độc đảng trong suốt 40 năm, cho đến khi Tưởng Kinh Quốc tiến hành cải cách dân chủ vào thập niên 1980 Các cải cách được tiếp tục dưới thời người kế nhiệm Tưởng Kinh Quốc là Lý Đăng Huy, mà đỉnh cao là cuộc bầu cử tổng thống trực tiếp đầu tiên vào năm 1996. Năm 2000, Trần Thủy Biển đắc cử tổng thống và trở thành Tổng thống đầu tiên tại Đài Loan không phải là đảng viên của Quốc Dân đảng. Ông tái cử vào năm 2004. Một đảng viên Quốc Dân đảng là Mã Anh Cửu đã đắc cử tổng thống vào năm 2008, và tái cử vào năm 2012. Thái Anh Văn của Đảng Dân Tiến đắc cử Tổng thống Đài Loan năm 2016 và tái cử năm 2020.

## Định cư thời tiền sử
Vào cuối bậc Pleistocen muộn, mực nước biển thấp hơn khoảng 140 m so với ngày nay, tầng đáy nông của eo biển Đài Loan trở thành một cầu lục địa cho phép các động vật ở lục địa có thể vượt qua. Bằng chứng cổ xưa nhất về sự xuất hiện của con người trên đảo Đài Loan bao gồm ba mảnh sọ và một răng hàm được tìm thấy tại Xú Quật (臭屈) và Cương Tử Lâm (岡子林), tại khu Tả Trấn, thành phố Đài Nam. Các mẫu vật này có niên đại từ 20.000 đến 30.000 năm. Các hiện vật lâu đời nhất là các công cụ đá cuội được đẽo thuộc nền văn hóa thời đại đồ đá cũ được tìm thấy trong bốn hang động ở Trường Tân, Đài Đông, có niên đại từ 15.000 đến 5.000 năm trước, và chúng tương tự như các hiện vật tại các di chỉ cùng thời kỳ tại Phúc Kiến. Một nền văn hóa tương tự cũng được tìm thấy tại mũi Nga Loan ở cực nam của Đài Loan, đã tiếp tục tồn tại cho đến 5.000 năm trước. Vào lúc bắt đầu thế Toàn Tân vào khoảng 10.000 năm trước, mực nước biển dâng lên, tạo thành eo biển Đài Loan và tách rời hòn đảo khỏi lục địa châu Á.
Khoảng năm 3.000 TCN, văn hóa Đại Bộn Khang thuộc thời đại đồ đá mới (đặt tên theo một nơi tại thành phố Tân Bắc) đột ngột xuất hiện và được truyền bá nhanh chóng ra các vùng ven biển của hòn đảo. Các di chỉ của nền văn hóa này có đặc trưng là các đồ gốm có đường vân, rìu đá được đánh bóng với đầu rìu làm bằng đá phiến. Các cư dân trồng lúa và kê, song cũng phụ thuộc rất nhiều vào việc đánh bắt các loài hải sản. Hầu hết các học giả tin rằng nền văn hóa này không có nguồn gốc từ người Trường Tân mà được đưa đến qua eo biển bởi những người là tổ tiên của thổ dân Đài Loan hiện nay, họ nói các ngôn ngữ Nam Đảo thời kỳ đầu. Một số người này sau đó đã di cư từ Đài Loan đến các hòn đảo ở Đông Nam Á và sau đó ra khắp Thái Bình Dương và Ấn Độ Dương. Nhóm ngôn ngữ Mã Lai-Đa Đảo nay được nói trên một khu vực rộng lớn từ Madagascar đến Hawaii, đảo Phục Sinh và New Zealand, song chỉ tạo thành một nhánh của Ngữ hệ Nam Đảo, các nhánh khác của ngữ hệ này chỉ được tìm thấy tại Đài Loan.
Kế thừa văn hóa Đại Bộn Khanh là một loạt các nền văn hóa khác trên khắp hòn đảo, bao gồm văn hóa Đại Hồ và văn hóa Doanh Bộ. Đồ sắt đã xuất hiện vào lúc bắt đầu thời Công Nguyên trong những nền văn hóa như Điểu Tùng.
Các đồ tạo tác bằng kim loại sớm nhất là các hàng hóa thương mại, song vào khoảng năm 400 SCN, sắt rèn đã được sản xuất tại địa phương bằng cách sử dụng lò nung, một kỹ thuật có lẽ được đưa đến từ Philippines.
Các bản văn gây tranh cãi có từ thời Trung Quốc cổ đại đã chỉ ra rằng người Hán có thể đã biết về sự tồn tại của đảo chính Đài Loan từ thời Tam Quốc, họ phân chia các hải đảo xa bờ với các tên gọi như Đại Lưu Cầu và Tiểu Lưu Cầu (từ nguyên, song có lẽ không phải là ngữ nghĩa, tương tự như quần đảo Ryūkyū (Lưu Cầu)), mặc dù không tên gọi nào trong đó tương ứng một cách rõ ràng với đảo chính Đài Loan.

## Dưới sự cai quản của Hà Lan và Tây Ban Nha

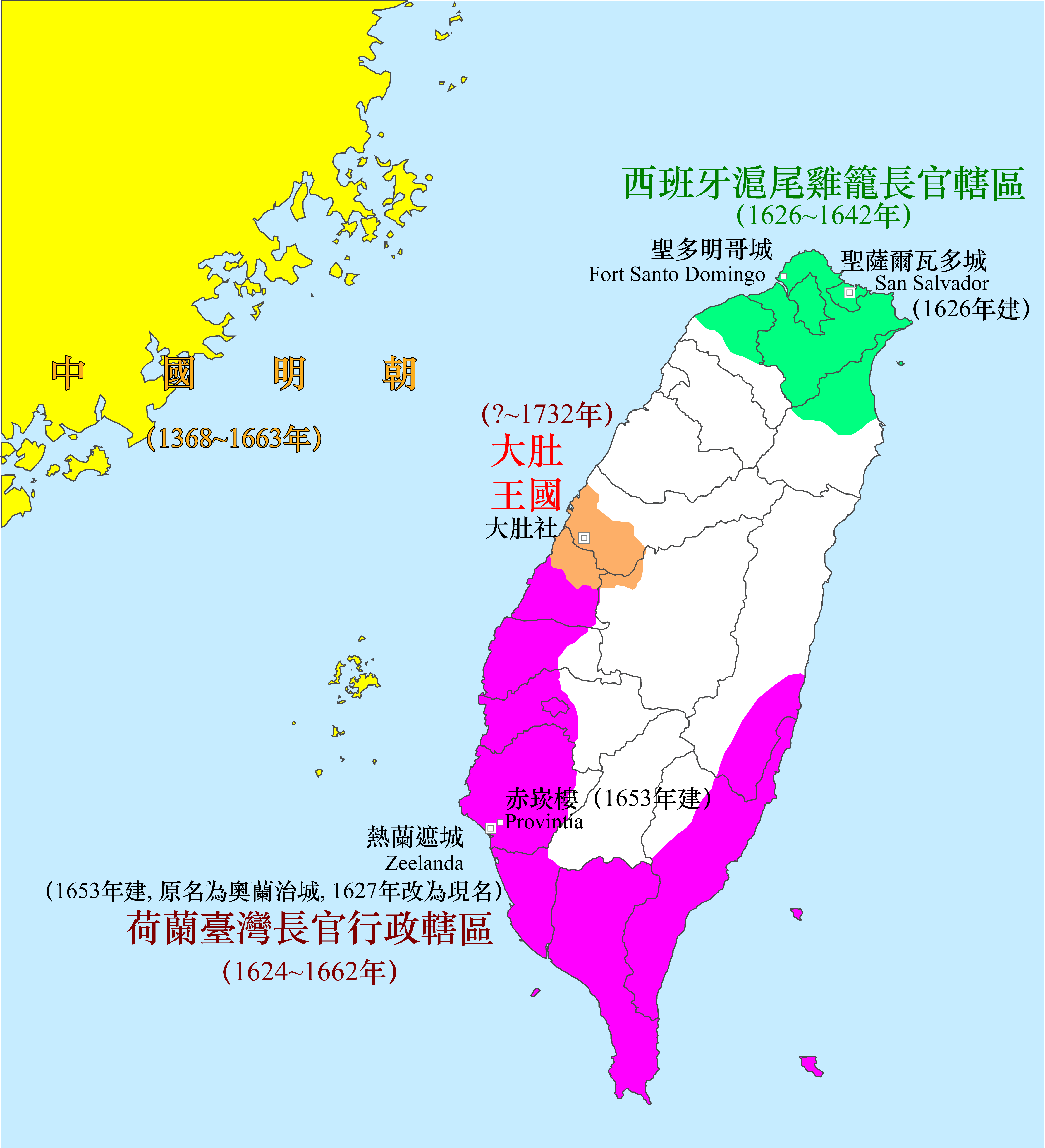
Đài Loan vào thế kỷ XVII
vùng thuộc địa của Hà Lan
vùng thuộc địa của Tây Ban Nha
vương quốc Đại Đỗ

Các thủy thủ người Bồ Đào Nha đã đi qua Đài Loan vào năm 1544 và họ đã lần đầu tiên ghi vào sổ hàng hải của tàu tên gọi Ilha Formosa, nghĩa là "đảo Xinh đẹp". Năm 1582, những người sống sót sau một vụ đắm tàu của Bồ Đào Nha đã phải mất mười tuần trên đảo và phải chiến đấu với bệnh sốt rét và thổ dân trước khi trở về được Macau trên một chiếc bè gỗ.
Các thương nhân người Hà Lan đang tìm kiếm một căn cứ tại châu Á khi họ lần đầu tiên đến đảo vào năm 1623, họ đã sử dụng hòn đảo làm một căn cứ cho hoạt động thương mại của Hà Lan với Nhật Bản và các khu vực ven biển của Trung Quốc. Người Tây Ban Nha đã thiết lập một khu định cư tại Santissima Trinidad, xây dựng pháo đài San Salvador ở bờ biển phía bắc Đài Loan gần Cơ Long vào năm 1626 và chiếm giữ nó cho đến năm 1642 (khi bị một lực lượng liên quân gồm người Hà Lan và thổ dân trục xuất). Người Hà Lan cũng xây dựng một pháo đài tại Đạm Thủy (1628) song đã từ bỏ nó từ năm 1638. Người Hà Lan sau đó xây dựng pháo đài Anthonio trên địa điểm này vào năm 1642, công trình nay vẫn tồn tại và là một phần của khu phức hợp bảo tàng pháo đài San Domingo.
Công ty Đông Ấn Hà Lan (VOC) đã quản lý hòn đảo cũng như dân cư trên đảo (chủ yếu là thổ dân) cho đến năm 1662, họ thiết lập nên một hệ thống thuế, các trường học để dạy chữ latinh hóa của các ngôn ngữ bản địa và truyền bá Phúc Âm. Mặc dù vậy, quyền kiểm soát của người Hà Lan chủ yếu bị giới hạn ở vùng đồng bằng phía tây của đảo, các hệ thống mà người Hà Lan đưa vào đã được các thế lực chiếm cứ sau đó kế thừa. Dòng nhập cư đầu tiên từ vùng ven biển Phúc Kiến đã ập đến Đài Loan trong thời kỳ thực dân Hà Lan, trong đó các thương nhân đến từ vùng ven biển Trung Quốc đại lục đã tìm cách mua giấy phép săn bắn của người Hà Lan hoặc ở ẩn trong các ngôi làng của thổ dân để đào thoát khỏi chính quyền nhà Thanh. Hầu hết những người nhập cư là các nam giới trẻ, độc thân, họ chán nản khi ở trên đảo mà người Hán vẫn gọi là "Cổng địa ngục" vì hòn đảo nổi danh với việc đã cướp đi sinh mệnh của các thủy thủ và những người khám phá.

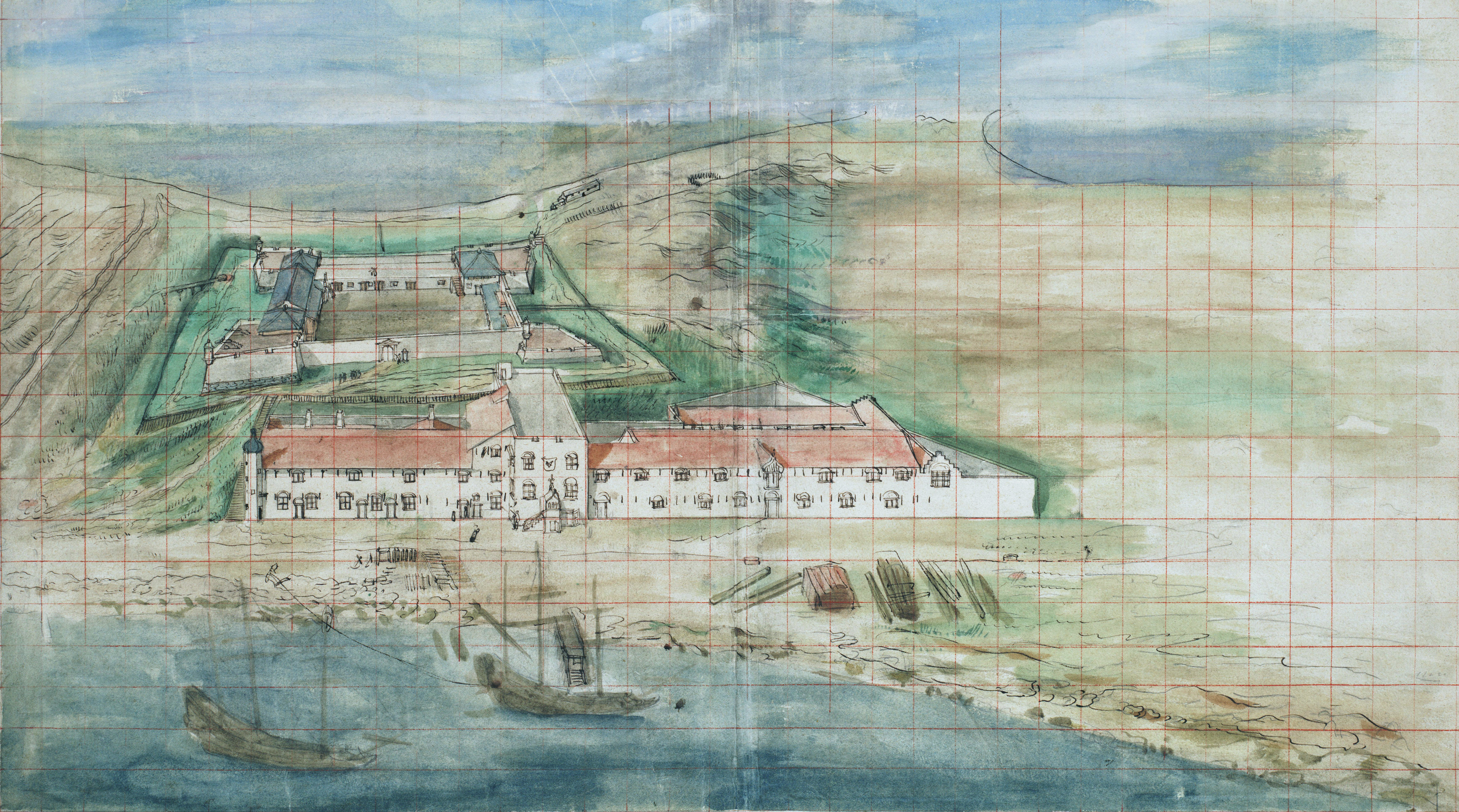
Pháo đài Zeelandia được xây dựng tại Đài Nam

Người Hà Lan ban đầu tìm cách sử dụng pháo đài Zeelandia của họ ở Tayowan làm một căn cứ giao thương với Nhật Bản và Trung Quốc, song ngay sau đó họ đã nhận ra tiềm năng từ các quần thể hươu sao với số lượng khổng lồ đi lang thang dọc theo các vùng đồng bằng phù sa ở phía tây của Đài Loan. Hươu sao là mặt hàng mà người Nhật Bản có nhu cầu cao, người Nhật sẵn sàng trả một mức giá cao để mua da hươu về làm áo giáp cho các samurai. Các phần khác của hươu được bán cho các thương nhân người Hán để làm thực phẩm hay chế biến thành thuốc. Người Hà Lan trả công cho các thổ dân khi họ đem hươu đến và cố gắng quản lý số hươu theo kịp với nhu cầu. Người Hà Lan cũng thuê người Hán đến làm việc ở các trang trại mía và lúa phục vụ cho việc xuất khẩu, một số sản phẩm gạo và đường thậm chí còn vươn xa đến các thị trường như Ba Tư. Song thật không may là các đàn hươu đã bắt đầu biến mất và các thổ dân buộc phải tìm kế sinh nhai mới.
Người Hà Lan cho xây dựng một thành quách hành chính thứ hai trên đảo chính Đài Loan vào năm 1633 và tiến hành các công việc một cách quyết tâm nhằm biến Đài Loan trở thành một thuộc địa đúng nghĩa của Hà Lan.. Cuộc viễn chinh trừng phạt đầu tiên là nhằm chống lại các ngôi làng của người Baccloan và Mattauw, ở phía bắc Saccam gần Tayowan. Chiến dịch Mattauw đã tiến hành dễ dàng hơn dự kiến và các bộ lạc đã phải chịu khuất phục sau khi làng của họ bị đốt cháy hoàn toàn. Chiến dịch cũng nhằm mục đích đe dọa các làng khác từ Tirossen (nay là Gia Nghĩa) đến Lonkjiaow (nay là Hằng Xuân). Người Hà Lan cũng tiến hành cuộc tấn công trừng phạt trên đảo Tiểu Lưu Cầu vào năm 1636 nhằm trả đũa cho hành vi sát hại thủy thủ đoàn của các con tàu bị đắm gồm Beverwijck và Sư tử Vàng, chiến dịch này chấm dứt mười năm sau đó với kết quả là 1.100 thổ dân bị đưa đi khỏi đảo và có 327 người bị giết trong một hang động, họ đã bị người Hà Lan làm cho mắc kẹt trong hang và đã bị chết ngạt do khói được bơm vào bởi người Hà Lan và các bộ lạc thổ dân đồng minh đến từ Saccam, Soulang và Pangsoya. Những người đàn ông bị buộc đến làm nô lệ ở Batavia (Java) còn phụ nữ và trẻ em trở thành người ở hoặc vợ của các quan chức Hà Lan. Các sự kiện trên đảo Tiểu Lưu Cầu đã làm thay đổi tiến trình cai trị của người Hà Lan nhằm cố gắng gẫn gũi hơn với các bộ tộc thổ dân đồng minh, mặc dù họ vẫn có kế hoạch nhằm làm giảm dân số ở những hòn đảo xa xôi.

## Vương quốc Đông Ninh

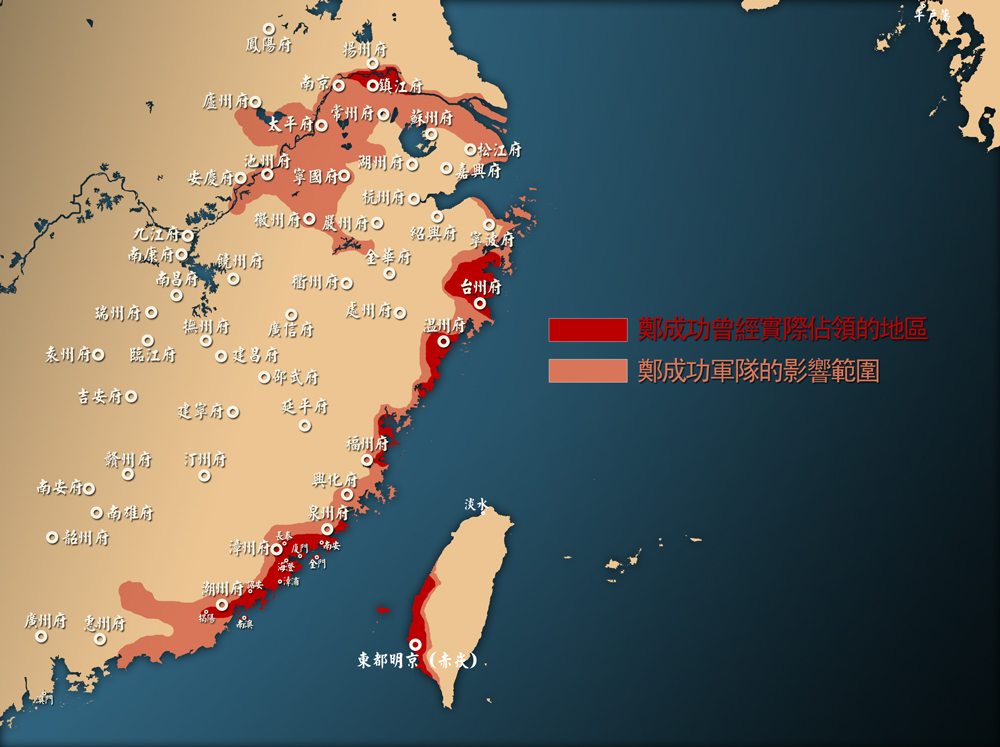
Lãnh thổ do Trịnh Thành Công kiểm soát, người sáng lập Vương quốc Đông Ninh

### Chinh phục
Koxinga đã đổi tên Pháo đài Zeelandia thành An Bình và Provintia thành Xích Khảm. Vào ngày 29 tháng 5 năm 1662, Xích Khảm được đổi tên thành "Đông Đô Minh Kinh" (Dongdu Mingjing). Sau đó "Đông Đô" (Dongdu) được đổi tên thành Đông Ninh (Wades Giles: Tungning), có nghĩa là "Bình định phương Đông," bởi Trịnh Kinh, con trai của Trịnh Thành Công. Một phủ và hai huyện (Thiên Hưng và Vạn Niên) đã được thành lập tại Đài Loan.
Trịnh Thành Công qua đời vào ngày 23 tháng 6 năm 1662. Những người theo chủ nghĩa dân tộc Trung Quốc trong thế kỷ 20 đã viện dẫn Trịnh Thành Công vì lòng yêu nước và sự trung thành chính trị của ông chống lại nhà Thanh và ảnh hưởng của phương Tây.

### Rút lui về Đài Loan

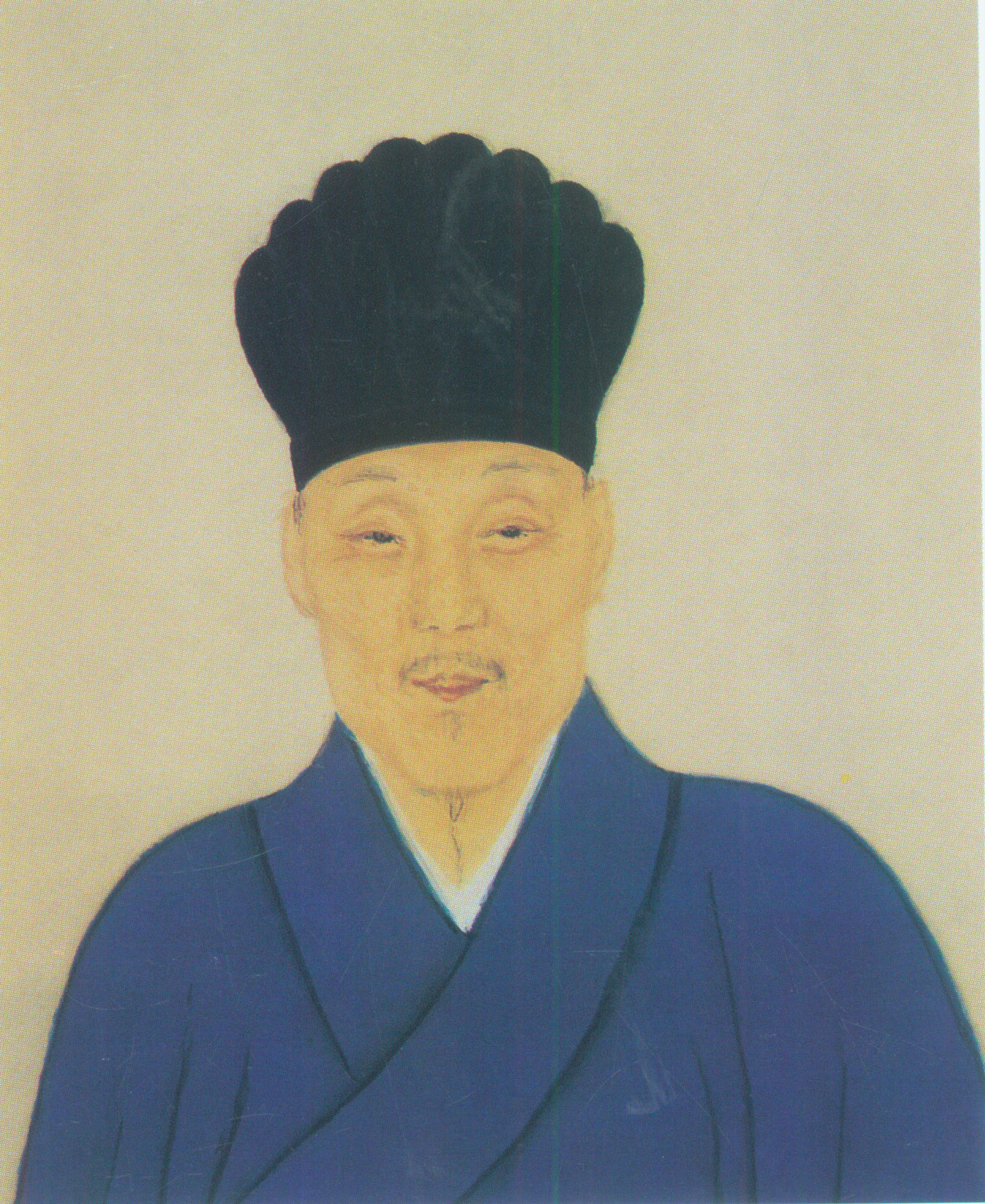
Chân dung Trịnh Kinh (1642–1681), có thể thế kỷ 17.

Quyền kế vị của Trịnh Kinh đã bị tranh chấp bởi Trịnh Miễu, con trai thứ năm của Trịnh Thành Công. Trịnh Kinh đến Đài Loan vào tháng 12 năm 1662 và đánh bại kẻ thù. Cuộc nội chiến khiến một số người đi theo đã quy thuận nhà Thanh. Đến năm 1663, khoảng 3.985 quan lại và sĩ quan, 40.962 binh sĩ, 64.230 thường dân và 900 thuyền ở Phúc Kiến đã đầu hàng khỏi lãnh thổ Trịnh. Để chống lại sự suy giảm dân số, Trịnh Kinh khuyến khích di cư sang Đài Loan. Giữa năm 1665 và 1669 một số lượng lớn người Phúc Kiến đã chuyển đến Đài Loan. Khoảng 9.000 người Hoa đã được Trịnh Kinh đưa sang Đài Loan.
Nhà Thanh đã ban hành chính sách hải cấm nhằm làm cho lực lượng Trịnh đói khát. Năm 1663, văn sĩ Hạ Lâm đã làm chứng rằng quân Trịnh thiếu thốn lương thực và người dân phải chịu khổ cực vô cùng. Người Hà Lan đã tấn công tàu thuyền của quân Trịnh ở Hạ Môn nhưng thất bại trong việc chiếm thị trấn. Người Hà Lan đã hỗ trợ nhà Thanh trong cuộc chiến chống lại hạm đội Trịnh vào tháng 10 năm 1663, dẫn đến việc chiếm đóng căn cứ của quân Trịnh ở Hạ Môn và Kim Môn. Lực lượng còn lại của quân Trịnh chạy về phía nam và hoàn toàn rút lui khỏi bờ biển đại lục vào mùa xuân năm 1664. Quân Thanh–Hà Lan đã cố gắng xâm lược Đài Loan hai lần vào tháng 12 năm 1664 và một lần nữa vào năm 1666 nhưng bị ảnh hưởng bởi thời tiết bất lợi. Người Hà Lan tiếp tục thỉnh thoảng tấn công tàu thuyền của quân Trịnh nhưng không thể chiếm lại hòn đảo.

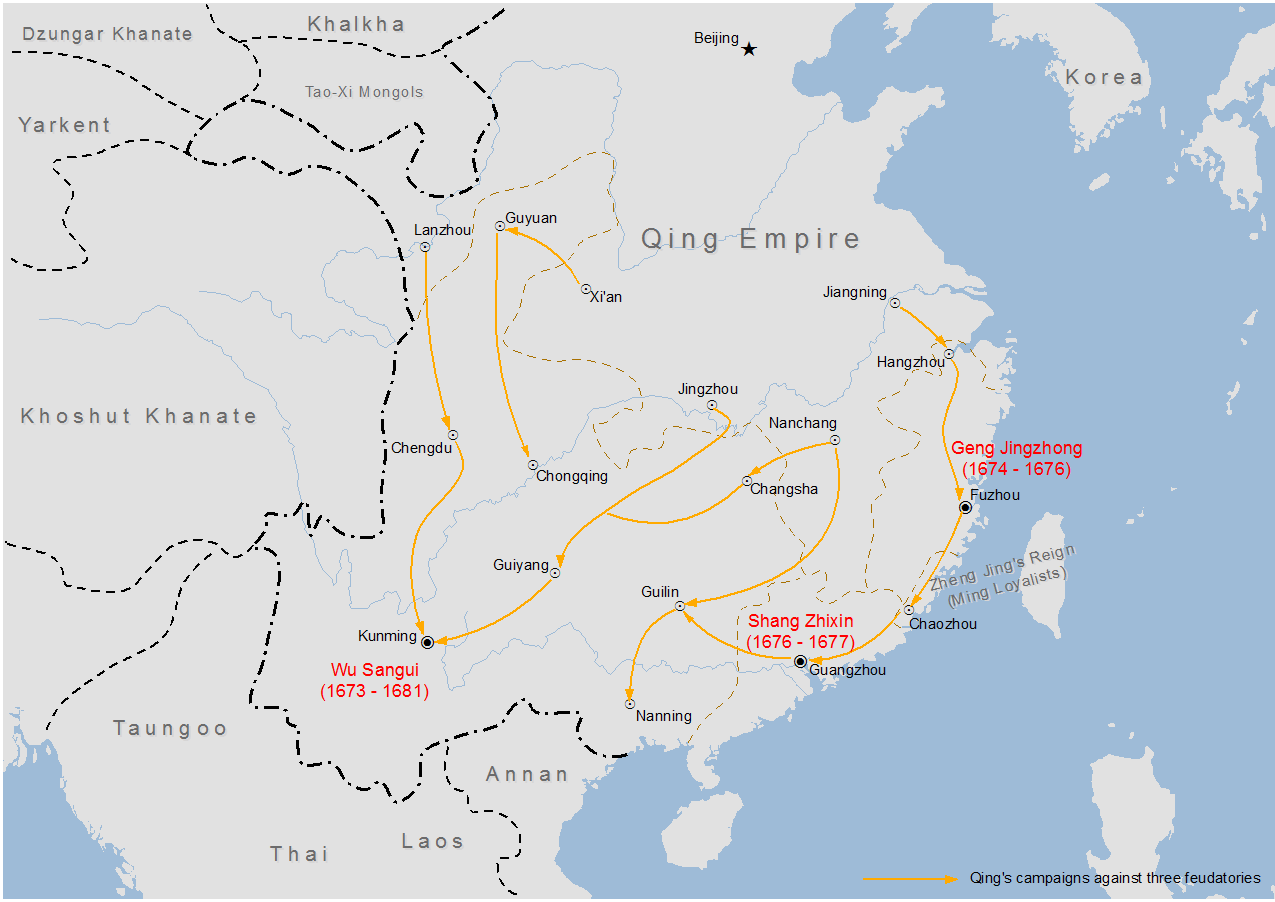
Bản đồ cho thấy Loạn Tam Phiên (1673–1681)

Sau khi Trịnh Kinh bị trục xuất khỏi đại lục, nhà Thanh đã cố gắng giải quyết xung đột thông qua đàm phán. Năm 1669, nhà Thanh đã đề nghị cho họ Trịnh quyền tự trị đáng kể ở Đài Loan nếu họ cạo đầu theo kiểu Mãn Châu. Trịnh Kinh từ chối và khăng khăng muốn có mối quan hệ với nhà Thanh tương tự như Triều Tiên. Vào năm 1670 và 1673, quân Trịnh đã chiếm giữ các tàu trên đường tới đại lục. Năm 1671, quân Trịnh đã cướp phá bờ biển Chiết Giang và Phúc Kiến. Năm 1674, Trịnh Kinh tham gia Loạn Tam Phiên và tái chiếm Hạ Môn. Ông nhập khẩu vật liệu chiến tranh và lập liên minh với Cảnh Tinh Trung ở Phúc Kiến. Họ không lâu sau đã bất hòa với nhau. Trịnh đã chiếm được Tuyền Châu và Chương Châu vào năm 1674. Sau khi Cảnh và các phiến quân khác đầu hàng nhà Thanh vào năm 1676 và 1677, cục diện đã xoay chuyển chống lại quân Trịnh. Tuyền Châu thất thủ trước nhà Thanh vào ngày 12 tháng 3 năm 1677, sau đó là Chương Châu và Hải Thành vào ngày 5 tháng 4. Quân Trịnh phản công và chiếm lại Hải Thành vào tháng 8. Hạm đội Trịnh bao vây Tuyền Châu và cố gắng tái chiếm thành phố vào tháng 8 năm 1678 nhưng buộc phải rút lui khi quân Thanh tiếp viện đến. Quân Trịnh đã chịu thương vong nặng nề trong một trận đánh vào tháng 1 năm 1679. Vào ngày 20 tháng 3 năm 1680, hạm đội Thanh do Vạn Chính Tắc chỉ huy đã đánh bại hạm đội Trịnh gần Tuyền Châu. Nhiều tướng lĩnh và binh sĩ Trịnh đã đầu hàng nhà Thanh. Hạ Môn bị bỏ lại. Vào ngày 10 tháng 4, cuộc chiến của Trịnh Kinh trên đại lục đã kết thúc. Trịnh Kinh qua đời vào đầu năm 1681.

### Hán hóa
Trịnh Kinh chưa bao giờ từ bỏ các nghi thức của một chính quyền nhà Minh, cho phép ông thu hút sự ủng hộ từ những người trung thành với Minh triều. Ở Đài Loan, Lục bộ đã được thiết lập, tuy nhiên việc giám sát mọi công việc đều được giao cho các tướng lĩnh quân sự. Gia tộc họ Trịnh và các tướng lĩnh vẫn giữ vị trí cao nhất trong bộ máy cai trị. Họ đã thực hiện các chương trình phát triển nông nghiệp và cơ sở hạ tầng. Đến năm 1666, sản lượng lúa gạo đã dư sức nuôi sống dân cư. Trịnh cũng khuyên dân thường cải thiện nhà cửa và xây dựng các đền thờ dành cho Phật cũng như các thần địa phương Phúc Kiến. Một Quốc tử giám và Văn miếu được thành lập vào các năm 1665 và 1666 trong khi các kỳ khoa cử được tổ chức thường xuyên.
Trịnh đã cử thầy giáo đến các bộ lạc thổ dân để cung cấp nhu yếu phẩm và dạy họ kỹ thuật canh tác tiên tiến hơn. Trường học được lập ra để dạy ngôn ngữ Hán cho người bản địa, những ai từ chối sẽ bị trừng phạt. Việc mở rộng các khu định cư của người Hán thường diễn ra trên đất của thổ dân, dẫn đến các cuộc nổi dậy trong suốt thời kỳ cai trị của họ Trịnh. Trong một chiến dịch, vài trăm người bộ lạc Sa Lỗ tại khu vực nay là Đài Trung đã bị giết. Dân số người Hoa tại Đài Loan đã tăng hơn gấp đôi dưới thời họ Trịnh. Trịnh giải tán quân lính và biến họ thành các đồn điền quân sự.
Đến đầu năm 1684, một năm sau khi chính quyền họ Trịnh sụp đổ, diện tích đất canh tác tại Đài Loan đã tăng gấp ba lần so với cuối thời kỳ Hà Lan năm 1660. Các hạm đội thương mại của họ Trịnh tiếp tục hoạt động giữa Nhật Bản và các nước Đông Nam Á, thu lợi nhuận nhờ trở thành trung tâm thương mại. Họ thu thuế các thương nhân để được an toàn đi qua eo biển Đài Loan. Chính quyền họ Trịnh giữ độc quyền với một số mặt hàng như da hươu và mía đường, được bán với giá cao ở Nhật Bản. Đài Loan dưới thời họ Trịnh đạt được sự đa dạng kinh tế hơn so với thuộc địa Hà Lan vốn chỉ chú trọng lợi nhuận, và canh tác thêm nhiều loại ngũ cốc, rau, quả và hải sản. Đến cuối thời Trịnh (1683), chính quyền thu về hơn 30% bạc hằng năm so với dưới thời Hà Lan năm 1655. Xuất khẩu đường vượt mức của người Hà Lan năm 1658 trong khi sản lượng da hươu giữ nguyên.

### Thích Lang

Thích Lang (1621–1696) trong một bức họa thế kỷ 18

Thích Lang đã lãnh đạo cuộc chinh phục Đài Loan của nhà Thanh. Ông vốn là một tướng lĩnh từng phục vụ dưới quyền Trịnh Chi Long, cha của Trịnh Thành Công. Ông đã bất hòa với Thành Công. Sau khi thoát khỏi cảnh giam cầm bởi Thành Công, Thích Lang đầu hàng triều Thanh và tham gia vào một cuộc tấn công thành công vào cứ điểm của quân Trịnh. Năm 1658, ông được phong làm Phó Đô thống Đồng An và tiếp tục tham gia các chiến dịch chống lại quân Trịnh. Thích Lang đã báo tin cho Bắc Kinh về mâu thuẫn nội bộ giữa Thành Công và con trai. Nhà Thanh thành lập một lực lượng hải quân ở Phúc Kiến vào năm 1662 và bổ nhiệm Thích Lang làm chỉ huy. Thích Lang đã kêu gọi hành động quyết liệt hơn chống lại quân Trịnh. Vào ngày 15 tháng 5 năm 1663, Thích tấn công hạm đội Trịnh và thành công trong việc giết chết và bắt giữ nhiều quân Trịnh. Từ ngày 18 đến 20 tháng 11, người Hà Lan giao chiến trên biển với quân Trịnh trong khi Thích chiếm Hạ Môn. Năm 1664, Thích tập hợp một hạm đội gồm 240 thuyền, phối hợp với 16.500 binh sĩ, truy đuổi tàn quân Trịnh xuống phía nam. Họ đã không thể đánh bật được cứ điểm cuối cùng của họ Trịnh. Sau khi tướng Trịnh là Chu Toàn Bân quy thuận, Trịnh Kinh đã rút khỏi cứ điểm cuối cùng trên đại lục vào mùa xuân năm 1664.

### Kết thúc thời kỳ họ Trịnh

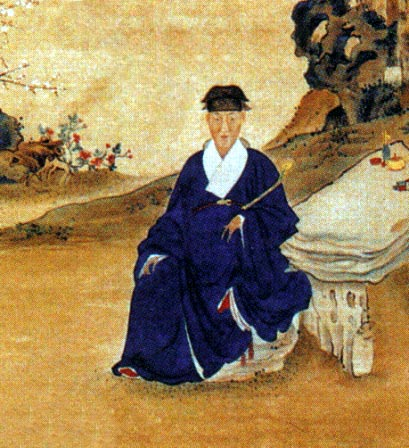
Trịnh Khắc Tuyên

Thích Lang được lệnh thu xếp một sứ mệnh hòa bình tới Đài Loan nhưng ông không tin rằng Trịnh Kinh sẽ chấp nhận các điều khoản. Ông cảnh báo rằng nếu họ Trịnh xây dựng lại lực lượng, họ sẽ trở thành một mối nguy hiểm nghiêm trọng. Thích đã trình bày chi tiết kế hoạch xâm lược Đài Loan; ông lập luận rằng việc kiểm soát được Đài Loan sẽ khiến cho các đồn trú trở nên không cần thiết và giảm chi phí quốc phòng. Năm 1681, Lý Quang Địa đề nghị Thích Lang làm tổng chỉ huy lực lượng viễn chinh. Thích được tái bổ nhiệm làm Tổng chỉ huy hải quân Phúc Kiến vào ngày 10 tháng 9 năm 1681. Kế hoạch của Thích là chiếm Bành Hồ trước. Tổng đốc Diêu Kỳ Thăng không đồng ý và đề nghị tấn công hai hướng vào Đạm Thủy và Bành Hồ cùng lúc. Thích cho rằng kế hoạch này thiếu thực tế và yêu cầu được toàn quyền chỉ huy toàn bộ lực lượng viễn chinh. Khang Hi từ chối yêu cầu đó.
Tại Đài Loan, cái chết của Trịnh Kinh dẫn đến một cuộc đảo chính. Trịnh Khắc Tuyên đã giết anh trai là Trịnh Khắc Tăng. Bất ổn chính trị, thuế nặng, dịch bệnh ở phía bắc, một trận hỏa hoạn lớn thiêu rụi hơn một ngàn ngôi nhà, và sự nghi ngờ về việc cấu kết với nhà Thanh đã khiến nhiều thuộc hạ của họ Trịnh đào ngũ sang hàng ngũ nhà Thanh. Phó tướng của Trịnh là Lưu Bỉnh Trung đã đầu hàng cùng với thuyền bè và binh lính ở Bành Hồ. Chỉ dụ của Hoàng đế Khang Hi về việc xâm lược Đài Loan đã đến tay Diêu Kỳ Thăng và Thích Lang vào ngày 6 tháng 6 năm 1682. Hạm đội viễn chinh gặp gió bất lợi và buộc phải quay về. Mâu thuẫn giữa Diêu và Thích dẫn đến việc Diêu bị bãi chức vào tháng 11. Vào ngày 18 tháng 11 năm 1682, Thích Lang được trao quyền Tổng tư lệnh tối cao và Diêu bị giáng xuống phụ trách hậu cần. Hai lần xuất quân tới Bành Hồ vào tháng 2 năm 1683 đều thất bại vì thay đổi hướng gió.
Hạm đội của Thích gồm 238 chiến thuyền và hơn 21.000 quân khởi hành vào ngày 8 tháng 7 năm 1683. Ngày hôm sau, hạm đội Thích tiếp cận các đảo nhỏ ở phía tây bắc Bành Hồ. Quân Thanh chạm trán với 200 thuyền Trịnh. Sau một cuộc đấu pháo, quân Thanh buộc phải rút lui, quân Trịnh truy kích. Tiền quân Thanh do Lan Lợi chỉ huy đã bắn yểm trợ cho việc rút quân. Phía Trịnh cũng chịu tổn thất nặng nề, khiến Lưu do dự trong việc tiếp tục truy kích. Ngày 11 tháng 7, Thích tái tập hợp hạm đội và yêu cầu viện binh tại Ba Trạo. Ngày 16 tháng 7, viện binh tới nơi. Thích chia lực lượng tấn công chính thành tám đội, mỗi đội bảy thuyền, bản thân ông chỉ huy từ trung quân. Hai hải đội nhỏ gồm 50 thuyền được điều đi theo hai hướng khác nhau làm nghi binh. Các thuyền còn lại làm lực lượng dự bị phía sau.
Trận chiến diễn ra trong vịnh Mã Công. Quân đồn trú Trịnh nã pháo vào thuyền Thanh rồi xuất cảng với khoảng 100 thuyền để giao chiến. Thích tập trung hỏa lực vào từng chiếc thuyền lớn của địch cho đến khi toàn bộ chiến thuyền của Trịnh bị đánh chìm vào cuối ngày 17 tháng 7. Khoảng 12.000 quân Trịnh tử trận. Lưu chạy thoát về Đài Loan trong khi các tướng lĩnh trấn giữ đầu hàng. Quân Thanh chiếm Bành Hồ vào ngày 18 tháng 7. Thích Lang đến Đài Loan vào ngày 5 tháng 10 năm 1683 để giám sát việc đầu hàng, diễn ra suôn sẻ. Trịnh Khắc Tuyên và các thủ lĩnh khác đã cạo đầu theo kiểu Mãn Châu. Việc sử dụng niên hiệu Minh ở Đài Loan chấm dứt.

## Dưới thời nhà Thanh cai trị
Năm 1683, sau một cuộc hải chiến với đô đốc Thi Lang (một trong số những bằng hữu mà cha của Trịnh Thành Công tin tưởng), cháu nội của Trịnh Thành Công là Trịnh Khắc Sảng đã chịu khuất phục trước nhà Thanh.
Hoàng đế Khang Hy đã chính thức coi Đài Loan như một nơi "vượt ra ngoài hàng rào của văn minh" và hòn đảo đã không xuất hiện trong bất kỳ bản đồ nào của đế quốc Đại Thanh cho đến năm 1683.. Trước thời nhà Thanh, Trung Quốc đã được coi như là một vùng đất được giới hạn bởi núi, sông và biển. Ý tưởng về một hòn đảo xa là một phần của Trung Quốc không được người Hán nghĩ tới trước khi biên giới nhà Thanh được mở rộng vào thế kỷ thứ XVII.

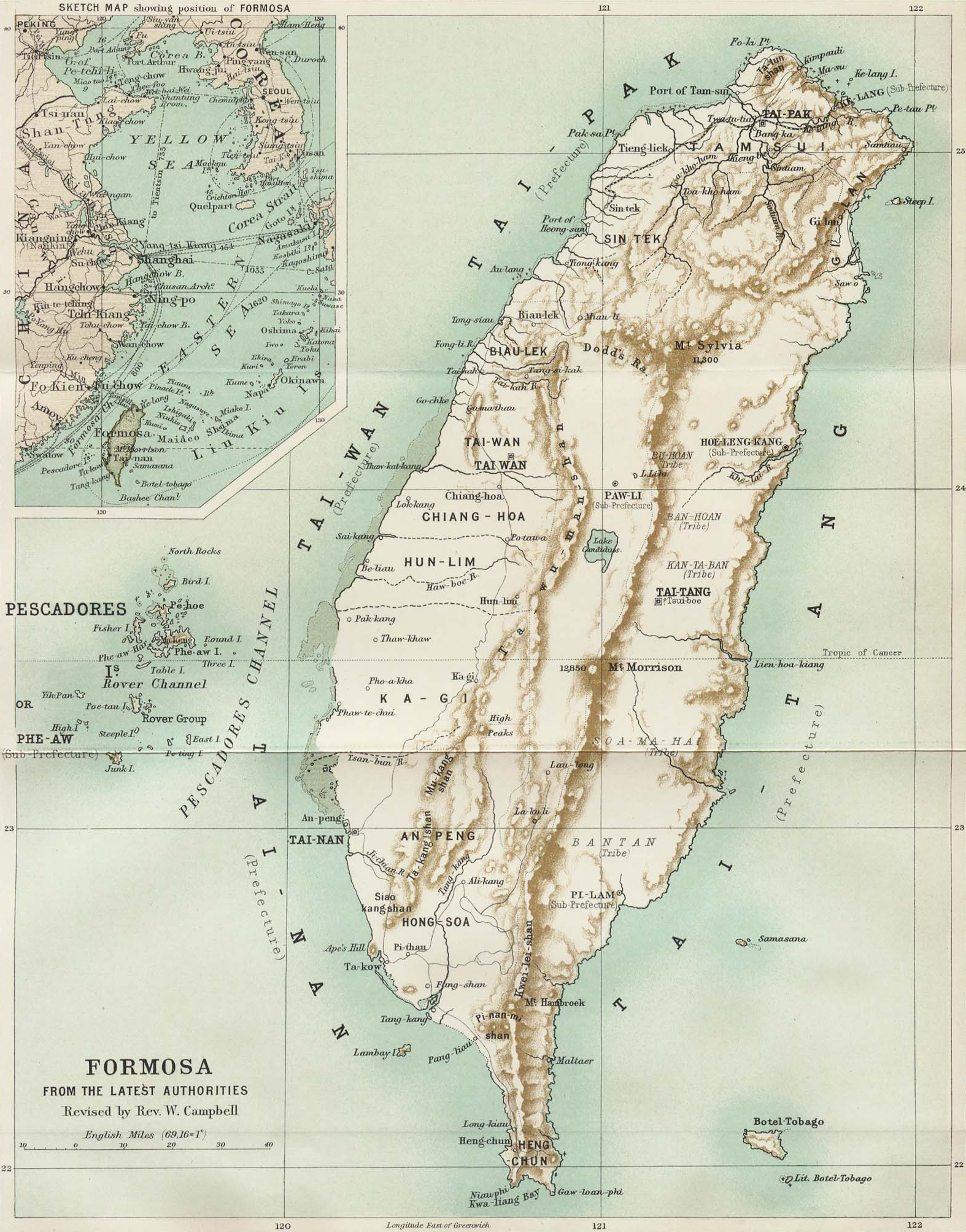
Một bản đồ Đài Loan vào năm 1896, William Campbell

Từ năm 1683, nhà Thanh đặt Đài Loan làm một phủ của tỉnh Phúc Kiến và đến năm 1875 thì chia thành hai phủ, bắc và nam. Năm 1885, hòn đảo trở thành một tỉnh riêng biệt của Đại Thanh.
Triều đình nhà Thanh đã cố hạn chế việc nhập cư đến Đài Loan và cấm các gia đình di chuyển đến Đài Loan để đảm bảo rằng những người nhập cư sẽ phải trở về với gia đình và tổ tiên. Tuy nhiên, việc nhập cư bất hợp pháp vẫn tiếp tục, và nhiều người đàn ông nhập cư đã kết hôn với phụ nữ bản địa, dẫn đến thành ngữ "Ông Đường Sơn (tức người Hán) không có bà Đường Sơn" (有唐山公無唐山媽, hữu Đường Sơn công vô Đường Sơn mụ). Nhà Thanh đã cố bảo vệ các tuyên bố đất đai của thổ dân, song cũng tìm cách biến họ thành các thần dân phải nộp thuế. Người Hán và các thổ dân phải nộp thuế bị cấm xâm nhập vào vùng hoang vu (vốn chiếm phần lớn diện tích hòn đảo) do triều đình lo sợ họ sẽ trốn thuế cũng như xung đột với các thổ dân vùng cao và kích động nổi loạn. Một ranh giới đã được lập ra dọc theo vùng đồng bằng phía tây, bằng cách sử dụng các hố và gò đất, mục đích là để ngăn cản việc khai hoang bất hợp pháp.
Từ năm 1683 đến khoảng năm 1760, triều đình nhà Thanh vẫn giới hạn việc nhập cư đến Đài Loan. Song hạn chế này đã được nới lỏng sau thập niên 1760 và đến năm 1811 thì đã có trên hai triệu người Hán nhập cư tại Đài Loan. Năm 1875, Đài Bắc phủ (台北府) được thành lập, nằm dưới quyền hành của tỉnh Phúc Kiến. Ngoài ra, đã có những cuộc xung đột khác nhau giữa những người Hán nhập cư. Hầu hết các cuộc xung đột diễn ra giữa những người Hán đến từ Phúc Kiến và những người Hán đến từ Quảng Đông, giữa những người đến từ các vùng khác nhau của Phúc Kiến, giữa người Khách Gia và người Phúc Kiến, hay đơn giản chỉ là giữa những người thuộc các họ tộc khác nhau xung đột vì các mối thù gia tộc. Do những người di cư vẫn còn lòng trung thành với tỉnh cũ của mình, triều đình nhà Thanh cảm thấy Đài Loan có đôi điều khó khăn trong việc quản lý. Đài Loan cũng gặp họa ngoại xâm. Năm 1840, Cơ Long bị người Anh xâm chiếm trong chiến tranh Nha phiến, và đến năm 1884, người Pháp đã tiến hành xâm lược hòn đảo trong chiến tranh Pháp-Thanh. Do những cuộc tấn công này, triều đình nhà Thanh bắt đầu cho xây dựng một loạt các công sự phòng thủ ven biển và đến ngày 12 tháng 10 năm 1885 thì nâng Đài Loan thành một tỉnh, phong Lưu Minh Truyền (劉銘傳) làm tuần phủ đầu tiên. Ông phân chia Đài Loan thành 11 huyện và cố gắng cải thiện quan hệ với thổ dân. Ông cũng phát triển một tuyến đường sắt từ Đài Bắc đến Tân Trúc, mở một mỏ tại Cơ Long, và xây dựng một kho vũ khí để cải thiện khả năng phòng thủ của Đài Loan trước ngoại bang.
Sau khi một con tàu của Lưu Cầu bị đắm trên mũi đông nam của Đài Loan vào mùa đông năm 1871, thổ dân Paiwan đã chặt đầu 54 thành viên của thủy thủ đoàn tại Mẫu Đơn Xã (牡丹社), người Nhật đã nắm lấy sự cố này để buộc nhà Thanh phải chính thức công nhận chủ quyền của Nhật Bản đối với quần đảo Lưu Cầu và để kiểm tra phản ứng của nhà Thanh tại Đài Loan. Theo các tư liệu của Nhật Bản, Mao Sưởng Hi (毛昶熙) và Đổng Tuân (董恂), các quan của nhà Thanh tại tổng lý nha môn (總理衙門) ban đầu đã hồi âm khiếu nại của sứ thần Nhật Bản Yanagihara Sakimitsu (柳原前光) rằng họ chỉ biết về một vụ thảm sát người Lưu Cầu chứ không phải người Nhật Bản, và lưu ý rằng Lưu Cầu là một chư hầu của Trung Quốc, do đó vấn đề này không phải là việc của Nhật Bản. Ngoài ra, tổng đốc Phúc Kiến của nhà Thanh đã giải cứu cho những người còn sống sót của vụ thảm sát và đưa họ trở về Lưu Cầu an toàn. Triều đình nhà Thanh giải thích rằng có hai loại thổ dân tại Đài Loan: những người do nhà Thanh quản lý, và những người không được nhập tịch "man di" và nằm ngoài tầm quản lý của chính quyền nhà Thanh. Họ gián tiếp ám chỉ rằng người nước ngoài đi đến những khu vực định cư của những người thổ dân cần phải thận trọng. Sau cuộc tiếp xúc giữa Yanagihara và tổng lý nha môn, người Nhật đã giải thích rằng nhà Thanh không phản đối tuyên bố chủ quyền của Nhật Bản với quần đảo Lưu Cầu, phủ nhận bất kỳ thẩm quyền nào đối với thổ dân Đài Loan, và đã thực sự đồng ý với cuộc thám hiểm của Nhật Bản đến Đài Loan. Tuy nhiên, nhà Thanh thì nói rằng họ đã làm rõ với người Nhật rằng Đài Loan dứt khoát nằm trong phạm vi thẩm quyền của Đại Thanh, mặc dù một phần thổ dân của hòn đảo vẫn chưa nằm dưới ảnh hưởng của văn hóa Trung Quốc. Nhà Thanh cũng chỉ ra các trường hợp tương tự trên toàn thế giới khi mà thổ dân bên trong biên giới quốc gia không hoàn toàn bị khuất phục trước nền văn hóa thống trị của nước đó.
Nhật Bản tuy vậy đã phát động một cuộc viễn chinh đến Mẫu Đơn Xã với một lực lượng lên đến 3.600 lính vào năm 1874. Con số thương vong của người Paiwan là khoảng 30, và con số của phía Nhật Bản là 543; 12 lính Nhật bị giết trong trận chiến và có 531 bị bệnh. Cuối cùng, quân Nhật rút lui ngay trước khi nhà Thanh cử ba đơn vị với 9.000 lính đến tăng viện cho Đài Loan. Sự kiện này đã khiến cho nhà Thanh suy nghĩ lại về tầm quan trọng của Đài Loan trong chiến lược phòng thủ hàng hải và tầm quan trọng lớn hơn của việc thiết lập quyền kiểm soát đối với các khu vực hoang dã.
Vào đêm trước của Chiến tranh Thanh-Nhật, khoảng 45 phần trăm hòn đảo nằm dưới quyền quản lý trực tiếp của nhà Thanh trong khi phần còn lại là nơi cư trú của thổ dân. Trong tổng dân số 2,5 triệu người, có khoảng 2,3 triệu là người Hán và hai trăm nghìn người còn lại được phân loại là các thành viên của các bộ lạc thổ dân khác nhau. Sau thất bại trong cuộc chiến, nhà Thanh đã cắt nhượng Đài Loan và Bành Hồ cho Nhật Bản vào ngày 17 tháng 4 năm 1895 theo các điều khoản của Hiệp ước Shimonoseki. Việc để mất Đài Loan đã trở thành một điểm quy tụ lòng người của phong trào dân tộc chủ nghĩa Trung Quốc trong những năm sau đó.

## Nhật Bản cai trị

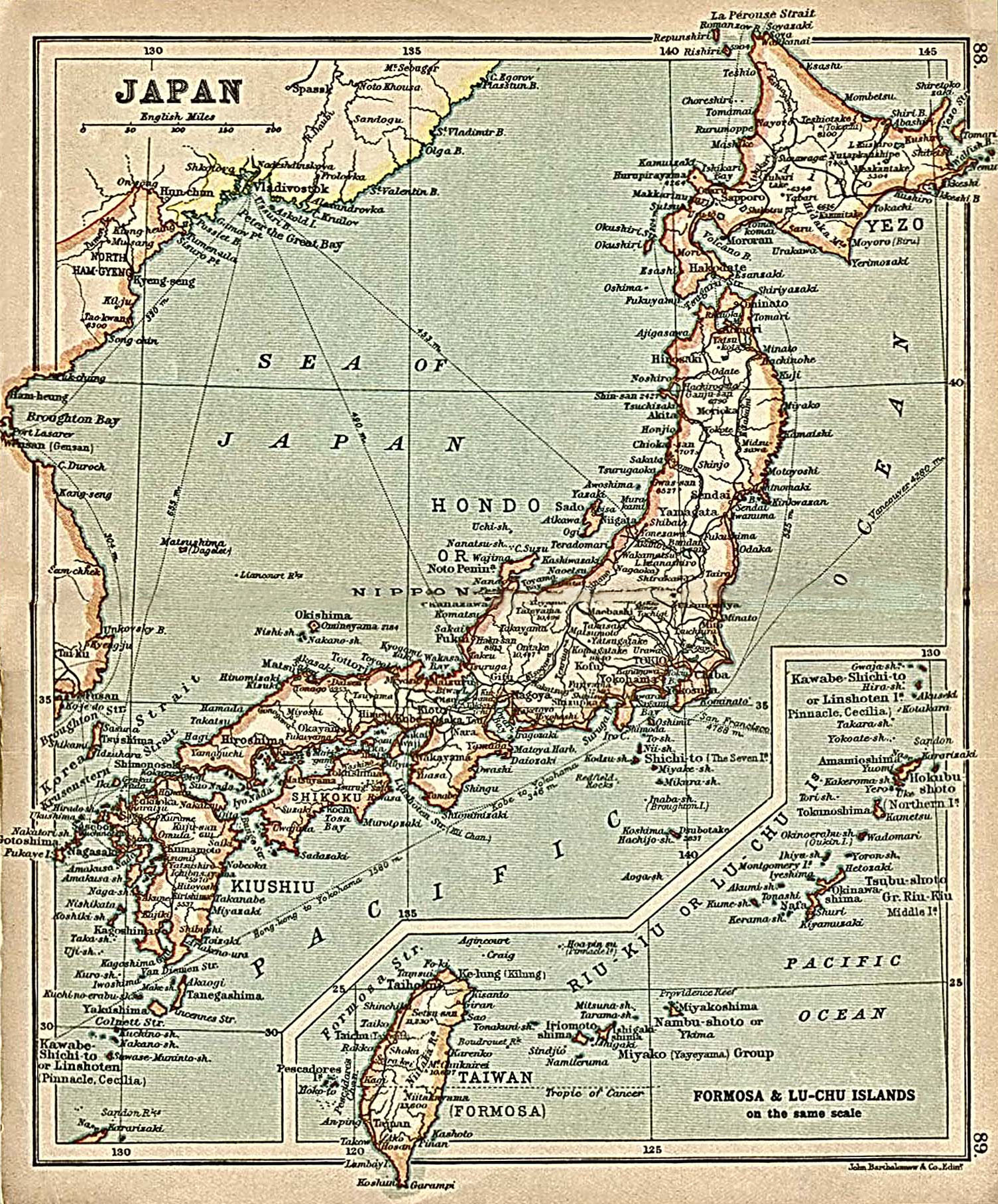
Một bản đồ Nhật Bản năm 1912 với Đài Loan, một phần của đế quốc Nhật Bản từ năm 1895 đến 1945.

Nhật Bản đã tìm cách tuyên bố chủ quyền với Đài Loan (được người Nhật biết đến với cái tên Takasago Koku, 高砂国, Cao Xa Quốc) từ năm 1592, khi Toyotomi Hideyoshi tiến hành một chính sách bành trướng ra hải ngoại và mở rộng ảnh hưởng của Nhật Bản về phía nam, và phía tây, người Nhật đã nỗ lực để xâm lược Đài Loan song đã không thành công, nguyên nhân chủ yếu là do bệnh tật và bị thổ dân trên đảo tấn công. Năm 1609, Mạc phủ Tokugawa cử Harunobu Arima đi thăm dò hòn đảo. Nỗ lực xâm lược do Murayama Toan dẫn đầu vào năm 1616 đã thất bại, lần này thì nguyên nhân là do một cơn bão nhiệt đới đã đẩy các tàu chiến tản mác và chỉ có một chiếc là có thể tiếp cận được hòn đảo song đã bị đẩy lui.
Trong sự kiện Mẫu Đơn năm 1871, một chiến tàu của Lưu Cầu đã bị đắm ở mũi phía nam của Đài Loan và 54 thành viên thủy thủ đoàn đã bị thổ dân Paiwan chém đầu. Sau khi chính quyền nhà Thanh từ chối bồi thường và nói rằng những thổ dân này không nằm dưới quyền kiểm soát của họ, Nhật Bản đã mở một cuộc viễn chinh trừng phạt tại khu vực vào năm 1874, và rút quân sau khi nhà Thanh hứa hẹn sẽ trả tiền bồi thường.
Phải đến khi hải quân nhà Thanh thất bại trong chiến tranh Thanh-Nhật vào năm 1894–95 thì Đài Loan mới được cắt nhượng cho Nhật Bản. Hiệp ước Shimonoseki ký ngày 17 tháng 4 năm 1895, đã nhượng Đài Loan và Bành Hồ cho Nhật Bản, thế lực này cai quản Đài Loan trong 50 năm cho đến khi thất bại trong Chiến tranh thế giới thứ hai.

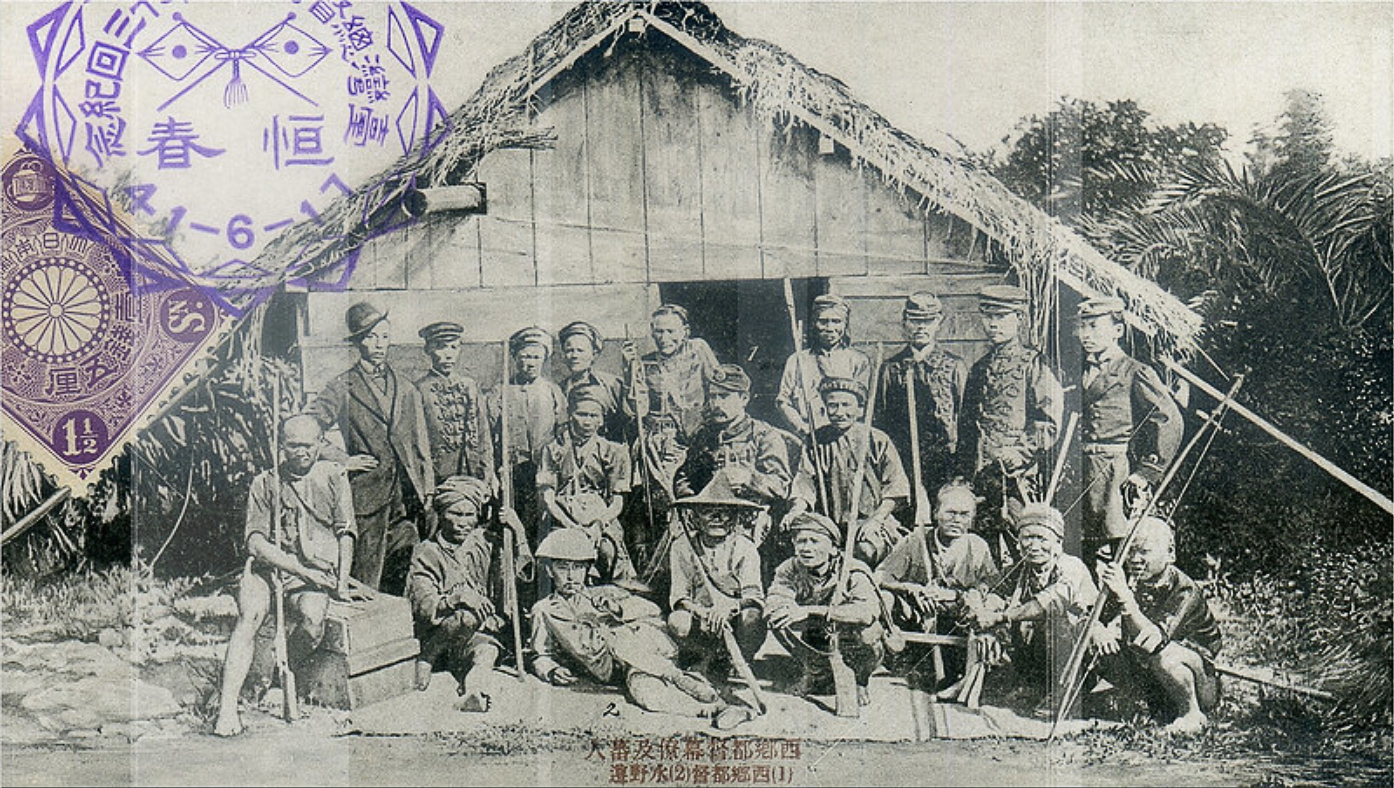
Những binh lính Nhật trong cuộc viễn chinh Đài Loan năm 1874

Sau khi có được chủ quyền tại Đài Loan, người Nhật lo sợ về sự kháng cự đến từ cả người Hán và thổ dân, những người này đã thiết lập nên Đài Loan Dân chủ. Tầng lớp ưu tú của Đài Loan hy vọng rằng bằng cách tuyên bố họ là một nước cộng hòa thì thế giới sẽ không cho phép một nước có chủ quyền bị người Nhật xâm lược, bằng cách ấy liên minh với nhà Thanh. Kế hoạch nhanh chóng rơi vào hỗn loạn khi lục doanh và quân Việt tộc đi cướp bóc. Phải lựa chọn giữa việc chịu cảnh hỗn loạn dưới tay người Hán hay khuất phục người Nhật, tầng lớp trên tại Đài Bắc đã cử Cô Hiển Vinh (辜顯榮) đến Cơ Long để mời quân Nhật tiến đến Đài Bắc và lập lại trật tự.

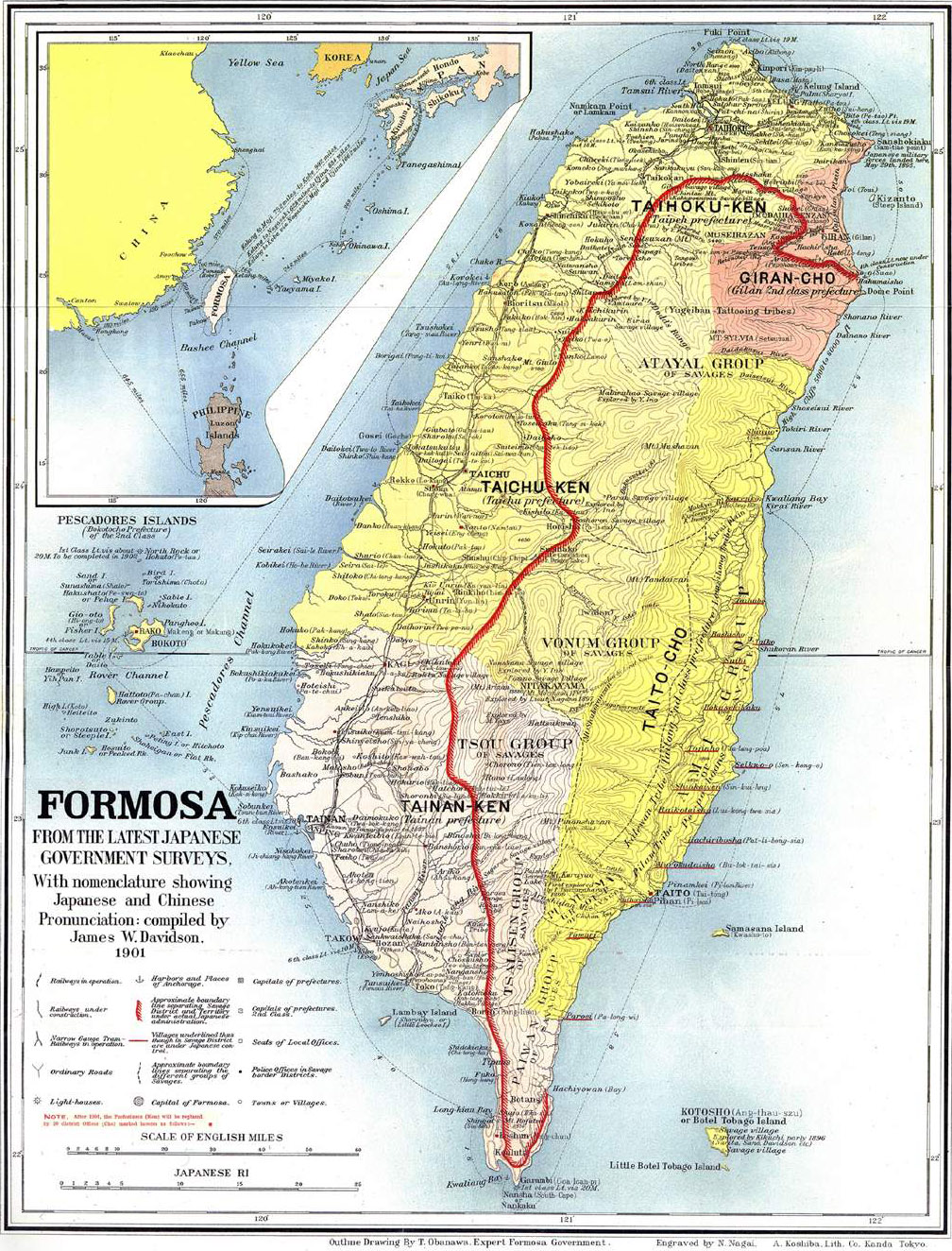
Bản đồ hòn đảo Đài Loan vào năm 1901, với đường màu đỏ đánh dấu tương đối phạm vi kiểm soát của Nhật Bản

Các cuộc kháng chiến vũ trang diễn ra một cách rời rạc, song cũng có những lúc trở nên khốc liệt, tuy nhiên phần lớn chúng đã bị đè bẹp vào năm 1902, mặc dù các cuộc nổi dậy với quy mô tương đối nhỏ vẫn xảy ra trong những năm tiếp theo, bao gồm sự kiện Ta-pa-ni (hay sự kiện Tây Lai am) năm 1915 tại Đài Nam. Phương thức kháng cự không bạo lực đã thay thế nổi dậy vũ trang và đáng chú ý nhất Hiệp hội Văn hóa Đài Loan (台灣文化協會), thành lập năm 1921. Một số cuộc kháng cự được kích thích bởi những người dân tộc chủ nghĩa Trung Hoa, trong khi có những cuộc khởi nghĩa khác đòi hỏi quyền tự quyết cho Đài Loan. Các cuộc nổi loạn thường xảy ra do tác động của các chính sách bất bình đẳng tại thuộc địa đối với tầng lớp ưu tú tại địa phương và với đức tin của người Hán tại Đài Loan và những người thổ dân ở vùng đồng bằng. Thổ dân Đài Loan đã kháng cự các chính sách thâm nhập văn hóa và bình định mạnh tay của Nhật Bản cho đến tận đầu thập niên 1930. Cuộc khởi nghĩa lớn cuối cùng của thổ dân, nổi dậy Musha (nổi dậy Vụ Xã) đã nổ ra vào cuối năm 1930 khi người Atayal giận dữ trước cách đối xử với họ trong lao động với các công việc nặng nề để khai thác long não, họ đã lập ra một băng đảng săn đầu người cuối cùng trên đảo, nhóm này đã sát hại và chặt đầu trên 150 quan chức người Nhật trong lễ khánh thành một trường học. Cuộc nổi dậy do Mona Rudao lãnh đạo, đã bị đè bẹp bởi từ 2.000-3.000 lính Nhật với sự giúp đỡ về khí độc từ các thổ dân đồng minh của họ.
Thời kỳ thực dân của Nhật Bản tại Đài Loan có thể phân thành ba giai đoạn. Bắt đầu với một thời kỳ đàn áp và độc đoán, sau đó là một thời kỳ đồng hóa (同化, dōka) và cuối cùng, trong Chiến tranh thế giới thứ II là thời kỳ hoàng dân hóa (皇民化, kōminka), với một chính sách nhằm biến người Đài Loan thành các thần dân trung thành với Thiên hoàng Nhật Bản.
Dân chúng Đài Loan có phản ứng khác nhau trước sự cai trị của Nhật Bản. Một số người cảm thấy rằng an toàn của cuộc sống cá nhân và tài sản là vô cùng quan trọng và đã đi theo chính quyền thực dân Nhật Bản. Nhóm người Đài Loan thứ hai thì mong muốn được trở thành thần dân của đế quốc, họ tin tưởng rằng điều này sẽ khiến cho người Đài Loan có vị thế bình đẳng với những người Nhật. Nhóm thứ ba chịu ảnh hưởng của tư tưởng Đài Loan độc lập và cố gắng loại bỏ thực dân Nhật Bản nhằm thiết lập nên một chính quyền của người Đài Loan. Nhóm thứ tư chịu ảnh hưởng của chủ nghĩa dân tộc Trung Quốc và đấu tranh để Đài Loan trở lại dưới quyền cai trị của Trung Quốc. Từ năm 1897 trở đi, nhóm thứ tư đã tổ chức nhiều cuộc nổi dậy, và nổi bật nhất trong đó là cuộc nổi dậy do La Phúc Tinh (羅福星) lãnh đạo, tuy nhiên ông đã bị bắt và bị xử tử cùng với 200 chiến hữu của mình vào năm 1913. Bản thân La Phúc Tinh là một thành viên của Đồng Minh hội, một tổ chức do Tôn Trung Sơn thành lập và là tiền thân của Quốc Dân đảng.

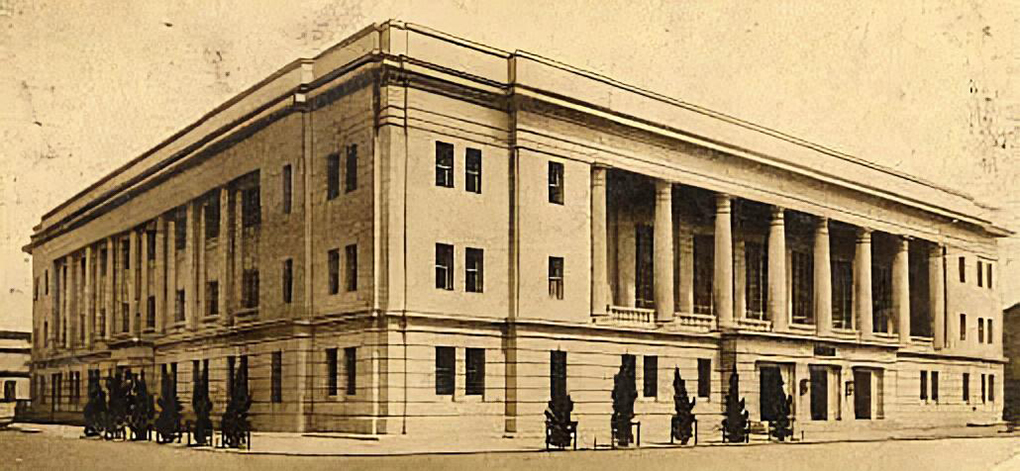
Ngân hàng Đài Loan có trụ sở tại Taihoku (Đài Bắc).

Các cơ sở hạ tầng ban đầu đã phát triển một cách nhanh chóng. Ngân hàng Đài Loan được thành lập vào năm 1899 để khuyến khích các công ty tư nhân Nhật Bản, bao gồm Mitsubishi và Mitsui, đến đầu tư tại Đài Loan. Năm 1900, Tổng đốc Đài Loan thứ ba đã thông qua ngân sách bắt đầu xây dựng hệ thống đường sắt của Đài Loan từ Kirun (Cơ Long) đến Takao (Cao Hùng). Năm 1905, hòn đảo có điện bằng thủy năng từ hồ Nhật Nguyệt, và trong những năm tiếp theo, Đài Loan được coi là khu vực phát triển thứ hai tại Đông Á (sau Nhật Bản). Năm 1905, Đài Loan đã có thể tự chủ về tài chính và chính quyền trung ương Nhật Bản không còn phải trợ cấp nữa.
Dưới sự cai trị của tổng đốc Shimpei Goto, nhiều dự án công trình công cộng lớn đã được hoàn thành. Hệ thống đường sắt Đài Loan kết nối miền Nam và miền Bắc, việc hiện đại hóa các cảng Kirun (Cơ Long) và Takao (Cao Hùng) đã được hoàn thành và tạo thuận lợi cho việc vận chuyển và chuyên chở các nguyên liệu thô và nông sản bằng tàu biển. Xuất khẩu đã tăng gấp bốn lần. Hệ thống tưới tiêu với các đập nước bao phủ 55% diện tích đất nông nghiệp tại Đài Loan. Sản xuất lương thực gia tăng gấp bốn lần và việc sản xuất đường đã gia tăng gấp 15 lần từ năm 1895 đến 1925 và Đài Loan đã trở thành một vùng lương thực chính phục vụ cho nền kinh tế công nghiệp của Nhật Bản. Hệ thống chăm sóc sức khỏe được thiết lập rộng rãi và các bệnh truyền nhiễm đã gần như được loại bỏ hoàn toàn. Tuổi thọ trung bình của một cư dân Đài Loan tăng lên 60 vào năm 1945.

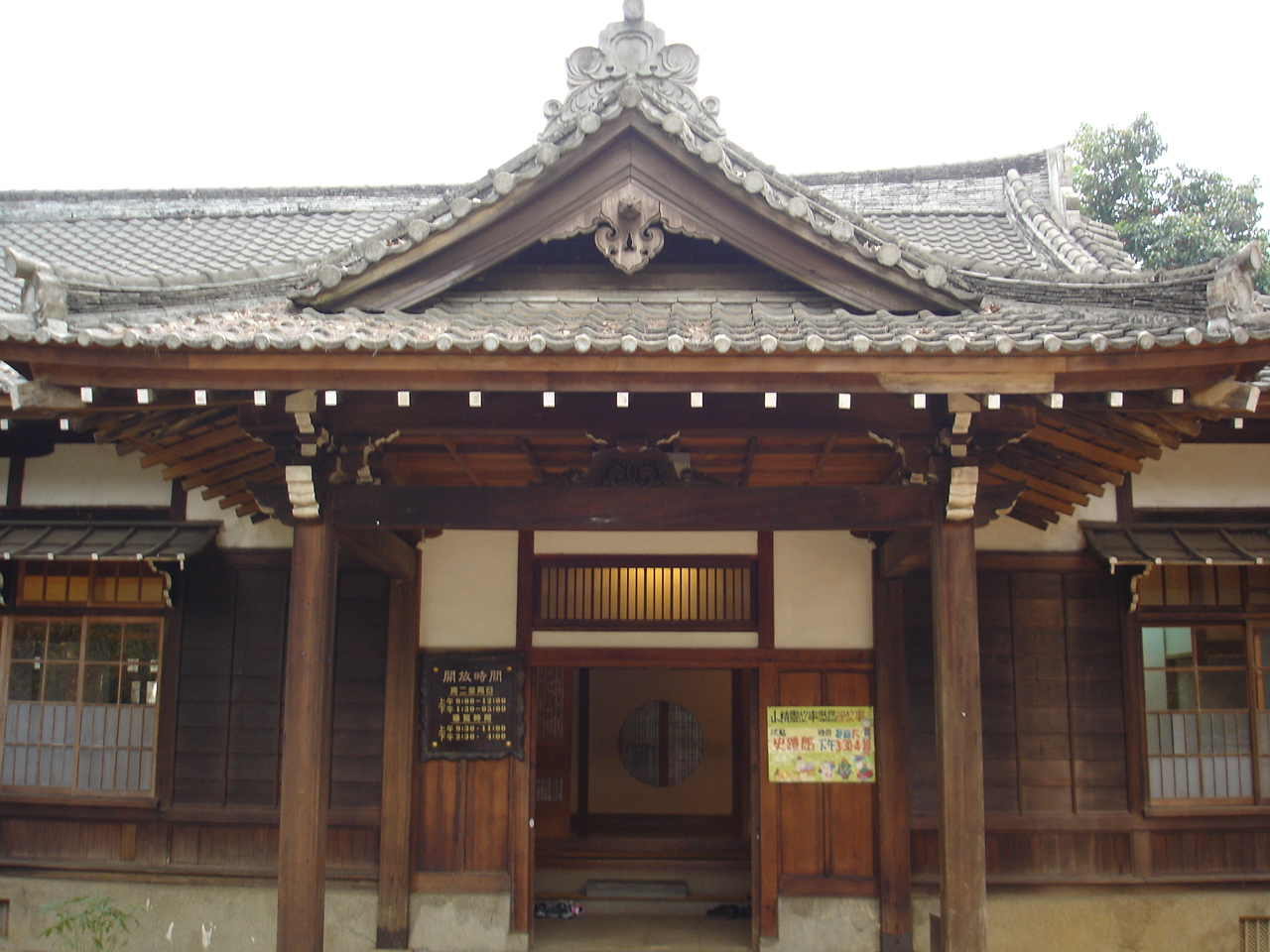
Kagi Jinja (Gia Nghĩa thần xã), một trong nhiều đền thờ Thần đạo được xây dựng tại Đài Loan.

Vào tháng 10 năm 1935, tổng đốc Đài Loan đã tổ chức một Triển làm kỉ niệm 40 năm Nhật Bản bắt đầu quản lý Đài Loan, giới thiệu những thành tựu của quá trình hiện đại hóa Đài Loan dưới sự cai trị của Nhật Bản. Điều này thu hút sự chú ý trên toàn thế giới, trong đó chính quyền Trung Hoa Dân Quốc đã cử một người được giáo dục tại Nhật Bản là Trần Nghi đến tham dự sự kiện. Ông bày tỏ sự ngưỡng mộ của mình về khả năng của chính quyền Nhật Bản trong việc phát triển Đài Loan, và nhận xét rằng người Đài Loan thật may mắn vì đã được sống dưới quyền quản lý có hiệu quả như vậy. Trần Nghi về sau trở thành trưởng quan hành chính đầu tiên của Trung Hoa Dân Quốc tại Đài Loan.
Thời kỳ cai trị sau của Nhật Bản đã chứng kiến sự xuất hiện một tầng lớp ưu tú được giáo dục và có tổ chức của người bản địa. Trong thập niên 1930, một vài nhóm lãnh đạo nội địa được thành lập trong thời điểm ở những nơi khác trên thế giới, người ta đang tìm cách chấm dứt chủ nghĩa thực dân. Năm 1935, người Đài Loan đã bầu nhóm đầu tiên của họ làm thành viên của cơ quan lập pháp địa phương. Vào tháng 3 năm 1945, nhánh lập pháp của chính quyền Nhật Bản đã sửa đổi luật bầu cử để cho phép có đại diện của Đài Loan trong Quốc hội Nhật Bản.

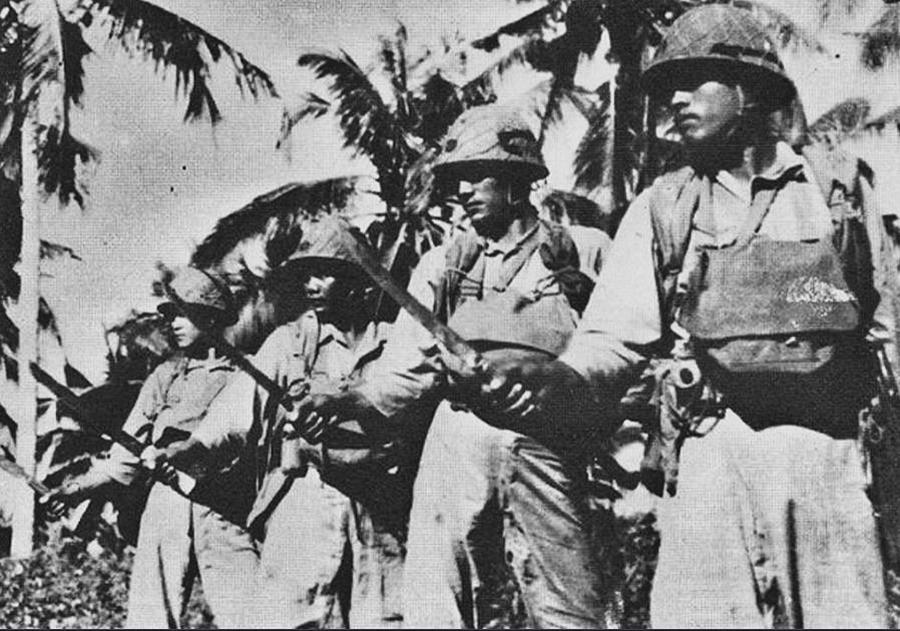
Quân tình nguyện Takasago từng là một đơn vị quân đội Nhật Bản tuyển tân binh từ các bộ lạc thổ dân Đài Loan.

Khi Nhật Bản tiến hành chiến tranh trên quy mô toàn Trung Quốc vào năm 1937, họ đã mở rộng khả năng sản xuất các vật vật tư dùng cho chiến tranh của Đài Loan. Năm 1939, tại Đài Loan, sản xuất công nghiệp đã vượt qua sản xuất nông nghiệp. Đồng thời, kế hoạch "hoàng dân hóa" đã được tiến hành để thấm nhuần "tinh thần Nhật Bản" (Đại Hòa hồn) trong các cư dân Đài Loan, và đảm bảo rằng người Đài Loan sẽ vẫn là các thần dân trung thành với Thiên hoàng Nhật Bản và sẵn sàng hy sinh trong chiến tranh. Các biện pháp bao gồm giáo dục tiếng Nhật, lựa chọn tên gọi Nhật Bản, và theo tín ngưỡng Nhật Bản. Năm 1943, 94% trẻ em được hưởng 6 năm giáo dục bắt buộc. Từ năm 1937 đến 1945, 126.750 người Đài Loan đã tham gia và phục vụ trong quân đội Nhật Bản, trong khi 80.433 đã nhập ngũ từ năm 1942 đến 1945. Trong tổng số này, có 30.304 người hay 15%, đã thiệt mạng trong các cuộc chiến của Nhật Bản tại châu Á.
Hải quân Đế quốc Nhật Bản hoạt động rất nhiều tại Đài Loan. "Nam tiến luận" là dựa trên Đại học Đế quốc Đài Bắc (nay là Đại học Quốc lập Đài Loan) tại Đài Loan. Nhiều trong số các lực lượng Nhật Bản tham gia Không chiến Đài Loan đặt căn cứ tại Đài Loan. Các căn cứ quân sự quan trọng của Nhật Bản và các trung tâm công nghiệp trên khắp Đài Loan, như tại Takao (Cao Hùng), là mục tiêu của các vụ oanh tạc ác liệt của Hoa Kỳ.
Năm 1942, sau khi Hoa Kỳ tham chiến chống lại Nhật Bản và đứng về phía Trung Quốc, chính phủ Trung Quốc của Quốc Dân đảng đã từ chối thừa nhận tất cả các hiệp ước đã ký với Nhật Bản trước đây và biến việc Đài Loan trở về Trung Quốc (cũng như Mãn Châu) là một trong các mục tiêu chiến tranh. Trong Tuyên bố Cairo năm 1943, các lực lượng Đồng Minh đã tuyên bố sự trở về Trung Quốc của Đài Loan (bao gồm Bành Hồ) là một trong số các yêu cầu của Đồng Minh. Năm 1945, Nhật Bản đầu hàng vô điều kiện với việc ký vào văn kiện đầu hàng và chấm dứt quyền cai trị của mình tại Đài Loan và lãnh thổ này được đặt dưới quyền kiểm soát hành chính của chính quyền Trung Hoa Dân Quốc vào năm 1945 bởi Cơ quan Cứu tế và Phục hồi Liên Hợp Quốc. Theo quy định trong điều 2 của Hiệp ước San Francisco, Nhật Bản chính thức từ bỏ chủ quyền lãnh thổ đối với Đài Loan và quần đảo Bành Hồ, hiệp ước được ký kết vào năm 1951 và có hiệu lực vào năm 1952. Khi Hiệp ước Hòa bình San Francisco có hiệu lực, tình trạng chính trị của Đài Loan và quần đảo Bành Hồ vẫn chưa chắc chắn. Trung Hoa Dân Quốc và Nhật Bản đã ký kết Hiệp ước Hòa bình Trung-Nhật vào ngày 28 tháng 4 năm 1952 tại Đài Bắc và hiệp ước có hiệu lực vào ngày 5 tháng 8 cùng năm.

## Trung Hoa Dân Quốc cai trị

### Đài Loan dưới thiết quân luật

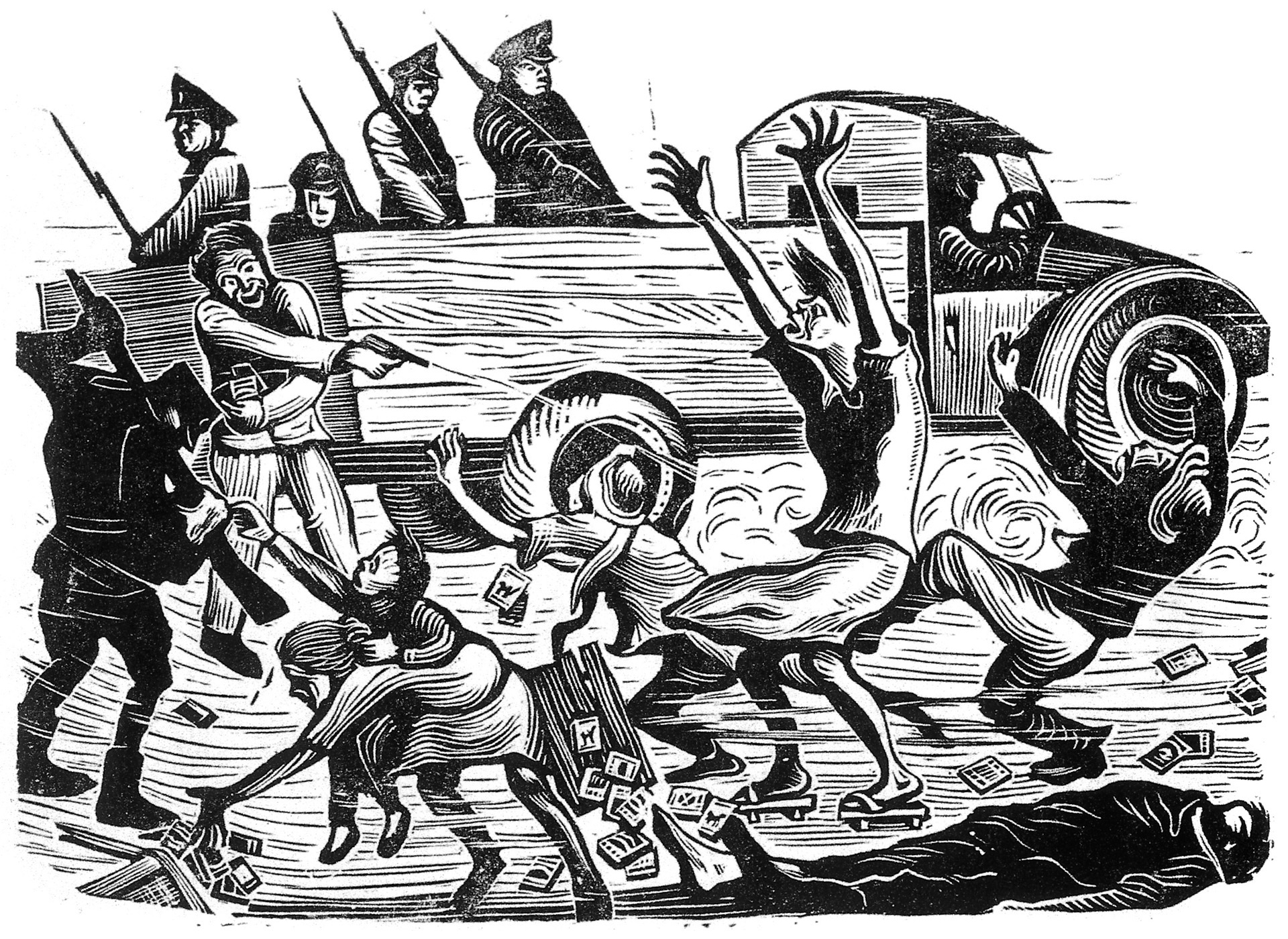
Tranh khắc gỗ mô tả cuộc thảm sát trong Sự kiện 28 tháng 2

Sau khi Nhật Bản đầu hàng, phần lớn cư dân Nhật tại Đài Loan (khoảng 300.000 người) đã bị trục xuất.
Trung Hoa Dân Quốc thành lập Chính phủ tỉnh Đài Loan vào tháng 9 năm 1945 và tuyên bố ngày 25 tháng 10 năm 1945, ngày Nhật Bản đầu hàng, là "Ngày Đài Loan khôi phục". Đến năm 1938, khoảng 309.000 người Nhật sống tại Đài Loan. Giữa thời điểm Nhật Bản đầu hàng năm 1945 và ngày 25 tháng 4 năm 1946, quân Trung Hoa Dân Quốc đã đưa hồi hương 90% cư dân Nhật tại Đài Loan về nước. Trong giai đoạn hậu chiến ngay sau đó, chính quyền Quốc dân đảng (KMT) tại Đài Loan bị coi là hà khắc và tham nhũng so với thời kỳ Nhật cai trị trước đó, dẫn đến sự bất mãn của dân địa phương. Bạo lực chống lại người Hoa từ đại lục bùng phát vào ngày 28 tháng 2 năm 1947. Trong cuộc đàn áp sau đó, được biết đến với tên gọi Sự kiện 28 tháng 2, hàng chục nghìn người đã bị giết hoặc bắt giữ, và sự kiện trở thành một chủ đề cấm kỵ. Quỹ Tưởng niệm 228 được thành lập để bồi thường cho nạn nhân của cuộc đàn áp. Từ năm 1995 đến 2006, quỹ đã phê duyệt bồi thường cho 2.264 trường hợp. Dưới sự kiểm soát của Trung Hoa Dân Quốc, Đài Loan kế thừa các tuyên bố quốc tế của chính phủ ROC bao gồm công hàm năm 1932 gửi Pháp, trong đó Trung Quốc tuyên bố lãnh thổ cực nam của mình là quần đảo Hoàng Sa.
Từ thập niên 1930, Nội chiến Trung Quốc diễn ra tại đại lục giữa chính phủ ROC của Tưởng Giới Thạch và Đảng Cộng sản Trung Quốc do Mao Trạch Đông lãnh đạo. Khi cộng sản giành toàn quyền kiểm soát đại lục vào năm 1949, khoảng hai triệu người tị nạn, chủ yếu là quan chức Quốc dân đảng, quân đội và giới kinh doanh, đã chạy sang Đài Loan. Ngày 1 tháng 10 năm 1949, Cộng hòa Nhân dân Trung Hoa được thành lập tại đại lục bởi phe cộng sản chiến thắng; vài tháng trước đó, Tưởng Giới Thạch đã thành lập thủ đô lâm thời của ROC tại Đài Bắc và chuyển chính phủ từ Nam Kinh sang đây sau khi chạy khỏi Thành Đô. Dưới thời Quốc dân đảng, người ngoài tỉnh nắm quyền thống trị trong chính phủ và bộ máy dân sự.
Quốc dân đảng coi việc rút lui về Đài Loan chỉ là tạm thời; Tưởng Giới Thạch tuyên bố: "Chuẩn bị trong một năm, phản công trong hai năm, quét sạch kẻ thù trong ba năm và thành công trong năm năm." Điều này khiến trong những năm đầu sau khi rút lui, họ ưu tiên quân sự hóa và chuẩn bị chiến tranh hơn là phát triển kinh tế.

### Phát triển kinh tế

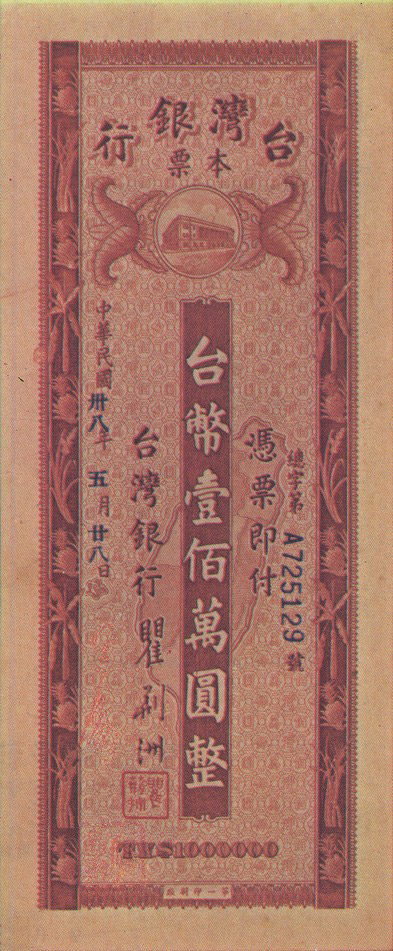
Nội chiến Trung Quốc dẫn đến siêu lạm phát. Tiền tệ được phát hành với mệnh giá 1 triệu Đồng Đài Loan cũ.

Quốc dân đảng tiếp quản các ngành độc quyền của Đài Loan, vốn thuộc sở hữu của người Nhật trước Thế chiến II. Họ quốc hữu hóa khoảng 17% GDP của Đài Loan và hủy bỏ các chứng khoán do người Nhật phát hành mà nhà đầu tư Đài Loan nắm giữ. Các tài sản bất động sản này, cùng với viện trợ của Mỹ như Đạo luật Viện trợ Trung Quốc và Ủy ban Hợp tác Trung-Mỹ về Tái thiết Nông thôn, đã giúp Đài Loan phục hồi nhanh chóng sau chiến tranh. Chính quyền Quốc dân đảng cũng đã di chuyển toàn bộ dự trữ vàng quốc gia từ đại lục sang Đài Loan, và dùng số vàng này để ổn định Đồng Đài Loan mới vừa phát hành, chấm dứt siêu lạm phát.
Từ năm 1950 đến 1965, Đài Loan nhận tổng cộng 1,5 tỷ USD viện trợ kinh tế và 2,4 tỷ USD viện trợ quân sự từ Hoa Kỳ. Năm 1965, khi Đài Loan đã thiết lập được nền tảng tài chính vững chắc, tất cả viện trợ của Mỹ chấm dứt. Sau đó, Viện trưởng Hành chính viện ROC Tưởng Kinh Quốc (con trai Tưởng Giới Thạch) đã khởi động các dự án quốc gia như Mười công trình xây dựng lớn, tạo nền tảng hạ tầng cho việc xây dựng nền kinh tế định hướng xuất khẩu mạnh mẽ.

### Cải cách dân chủ
Sau khi Tưởng Giới Thạch qua đời vào tháng 4 năm 1975, ông được kế nhiệm chức vụ Tổng thống Trung Hoa Dân Quốc bởi Nghiêm Gia Cán, trong khi con trai ông là Tưởng Kinh Quốc kế nhiệm chức lãnh đạo Quốc dân đảng và trở thành tổng thống năm 1978. Trước đây từng là người đứng đầu cơ quan mật vụ khét tiếng, Tưởng Kinh Quốc nhận thấy rằng việc giành được sự ủng hộ của quốc tế để bảo đảm an ninh cho tương lai của Trung Hoa Dân Quốc đòi hỏi phải cải cách. Chính quyền của ông đã chứng kiến sự nới lỏng dần dần các kiểm soát chính trị, chuyển dịch sang dân chủ, và các bước đi hướng tới Đài Loan hóa chế độ. Những người đối lập với Quốc dân đảng không còn bị cấm tổ chức hội họp hoặc xuất bản báo chí. Mặc dù các đảng đối lập vẫn còn bất hợp pháp, khi Đảng Dân chủ Tiến bộ (DPP) được thành lập như đảng đối lập đầu tiên vào năm 1986, Tổng thống Tưởng quyết định không giải tán nhóm này hoặc đàn áp các lãnh đạo của nó. Ứng cử viên của đảng chính thức tranh cử với tư cách độc lập trong Phong trào Đảng ngoài (Tangwai movement). Năm tiếp theo, Tưởng bãi bỏ thiết quân luật và cho phép các gia đình đi thăm Trung Quốc đại lục. Tưởng chọn Lý Đăng Huy làm phó tổng thống. Động thái này, cùng với các cải cách khác nhằm trao thêm quyền lực cho người bản địa, đã làm dịu bớt tình cảm chống KMT.

### Thời kỳ dân chủ

Bản đồ mật độ dân số Đài Loan năm 2019

Cuộc bầu cử tổng thống năm 2000 đánh dấu sự kết thúc của thời kỳ Quốc dân đảng (KMT) cầm quyền. Ứng viên DPP Trần Thủy Biển giành chiến thắng trong cuộc đua ba bên. Năm 2004, Tổng thống Trần tái đắc cử nhiệm kỳ bốn năm lần thứ hai sau một vụ ám sát xảy ra ngay trước ngày bầu cử. Các nhà điều tra cho biết nghi phạm chính được cho là Trần Nghị Hùng, người sau đó được tìm thấy đã chết.
Năm 2007, Tổng thống Trần đề xuất chính sách Bốn muốn và một không, trong đó nêu rõ: Đài Loan muốn độc lập; Đài Loan muốn chính danh; Đài Loan muốn một hiến pháp mới; Đài Loan muốn phát triển; và chính trị Đài Loan không phải vấn đề tả–hữu chính trị, mà chỉ là vấn đề thống nhất hay độc lập. Chính sách này được công chúng Đài Loan đón nhận một cách mơ hồ, song bị cả Trung Quốc lẫn Hoa Kỳ phản ứng lạnh nhạt. Ngoại trưởng Trung Quốc nhấn mạnh rằng Luật Chống ly khai không phải là một văn kiện không thể cưỡng chế, trong khi người phát ngôn Bộ Ngoại giao Mỹ Sean McCormack mô tả chính sách của Trần là "không hữu ích".
KMT cũng giữ được quyền kiểm soát lập pháp trong bầu cử Viện Lập pháp tháng 1 năm 2008. Trong bầu cử tổng thống tháng 5 năm 2008, ứng viên KMT Mã Anh Cửu tranh cử với cương lĩnh ủng hộ quan hệ thân thiện hơn với Trung Quốc đại lục và cải cách kinh tế, đã đánh bại ứng viên DPP Tạ Trường Đình với 58,48% số phiếu.
Cùng ngày Tổng thống Trần rời nhiệm sở, mất quyền miễn trừ pháp lý, Văn phòng Công tố tối cao thông báo mở cuộc điều tra tham nhũng đối với ông. Cuối năm 2008, các thành viên trong chính quyền ông, bao gồm Khâu Ất Nhân, cựu tổng thư ký Hội đồng An ninh Quốc gia, và Diệp Thắng Mạo, cựu tổng cục trưởng Cục Điều tra Bộ Tư pháp, bị bắt vì cáo buộc tham nhũng. Khâu Ất Nhân được tuyên trắng án, trong khi Diệp Thắng Mạo bị kết án 10 năm tù.
Mã tái đắc cử, và KMT giữ đa số trong Viện Lập pháp trong cuộc bầu cử gộp tháng 1 năm 2012.
Tháng 3 và 4 năm 2014, sinh viên biểu tình phản đối các phương thức thiếu dân chủ của KMT đã chiếm giữ tòa nhà quốc hội. Cuối cùng, chính phủ đồng ý hoãn phê chuẩn một thỏa thuận với Trung Quốc mà họ đã thông qua không qua tranh luận thích đáng. Sự kiện này có tác động sâu rộng và thay đổi tâm lý cử tri. Trong tổng tuyển cử tháng 1 năm 2016, ứng viên đối lập Thái Anh Văn của DPP thắng cử với 56% số phiếu, và DPP lần đầu tiên giành được đa số tuyệt đối tại quốc hội. Đây là lần đầu tiên một đảng không phải KMT giành đa số trong Viện Lập pháp.
Cuộc bầu cử địa phương năm 2018 diễn ra ngày 24 tháng 11 đã mang lại thất bại nặng nề cho DPP và dẫn đến việc Tổng thống Thái Anh Văn từ chức lãnh đạo đảng. DPP mất tổng cộng 9 ghế, trao cho KMT quyền kiểm soát đa số trong số 22 ghế. Ứng viên KMT thắng cử thị trưởng tại Tân Bắc, Đài Trung và Cao Hùng, nơi vốn là thành trì chính trị của DPP suốt 20 năm.
Tháng 5 năm 2019, Đài Loan trở thành quốc gia đầu tiên ở châu Á hợp pháp hóa hôn nhân đồng giới. Đến cuối thập niên 2010, Công nghiệp bán dẫn tại Đài Loan đã trở nên thống trị toàn cầu với TSMC là công ty hàng đầu thế giới trong lĩnh vực sản xuất chip bán dẫn cao cấp. Ngành công nghiệp này trở nên quan trọng đến mức nhiều người coi nó là "lá chắn silicon" bảo vệ đất nước trước Trung Quốc.
Tháng 1 năm 2020, Thái Anh Văn tái đắc cử trong bầu cử tổng thống. Trong bầu cử quốc hội cùng năm, đảng DPP của Tổng thống Thái giành 61/113 ghế, duy trì đa số. Quốc dân đảng (KMT) giành được 38 ghế.
Cuộc Xâm lược toàn diện của Nga vào Ukraina 2022 đã làm thay đổi nhận thức của công chúng Đài Loan về mối đe dọa từ Trung Quốc và những biện pháp có thể thực hiện để đối phó. Cuộc xâm lược đã thúc đẩy nhanh quá trình cải cách quân sự hậu độc tài của Đài Loan, mua sắm vũ khí mới và tăng chi tiêu quốc phòng đáng kể, cũng như đầu tư công và tư vào phòng thủ dân sự.
Chuyến thăm Đài Loan tháng 8 năm 2022 của Nancy Pelosi đã làm gia tăng căng thẳng giữa Đài Loan và Trung Quốc, đồng thời củng cố quan hệ Đài Loan–Hoa Kỳ. Đáp lại chuyến đi, Quân Giải phóng Nhân dân Trung Quốc tiến hành các cuộc tập trận quanh Đài Loan, bao gồm cả việc phóng tên lửa bay qua Đài Loan.
Tháng 1 năm 2024, Lại Thanh Đức thuộc đảng Dân chủ Tiến bộ (DPP) cầm quyền đã giành chiến thắng trong cuộc bầu cử tổng thống. Tuy nhiên, không có đảng nào giành được đa số trong cuộc bầu cử quốc hội diễn ra đồng thời – lần đầu tiên kể từ năm 2004. Kết quả là DPP giành được 51 ghế, Quốc dân đảng (KMT) giành 52 ghế, trong khi Đảng Nhân dân Đài Loan (TPP) giành được 8 ghế.